# Straßenbahn Straßburg
Die Straßenbahn Straßburg (französisch Tramway de Strasbourg) ist das Straßenbahn-System der Stadt Straßburg im Elsass im Osten Frankreichs. Das Streckennetz ist 49,8 Kilometer lang und reicht von der linken Seite des Rheins über die Staatsgrenze zwischen Frankreich und Deutschland hinaus bis in die Stadt Kehl auf der rechten Rheinseite. Auf ihm verkehren sechs Straßenbahnlinien. Betreiber ist die Compagnie des transports strasbourgeois (CTS).
Von 1894 bis 1960 verkehrte in Straßburg eine elektrische Straßenbahn, die aus der 1878 eröffneten Pferdebahn entstanden war. Neben einem umfangreichen städtischen Netz bestanden mehrere Überlandstrecken. Der Niedergang dieses Straßenbahnbetriebes begann in den 1930er Jahren und endete 1960 mit der Stilllegung der letzten Strecken.
Nach einem langwierigen kommunalpolitischen Entscheidungsprozess führte Straßburg 1994 die Tram wieder ein, verbunden mit einer städtebaulichen Neugestaltung. Die in Nantes (seit 1985), Grenoble (seit 1987) und Straßburg gesammelten Erfahrungen trugen zum Neubau von Straßenbahnen auch in anderen französischen Städten wie Montpellier (2000) oder Nizza (2007) bei. Damit gilt Straßburg als herausragendes Beispiel für die Renaissance der Straßenbahn in den 1990er Jahren.

## Pferdebahn und Straßenbahn von 1878 bis 1960

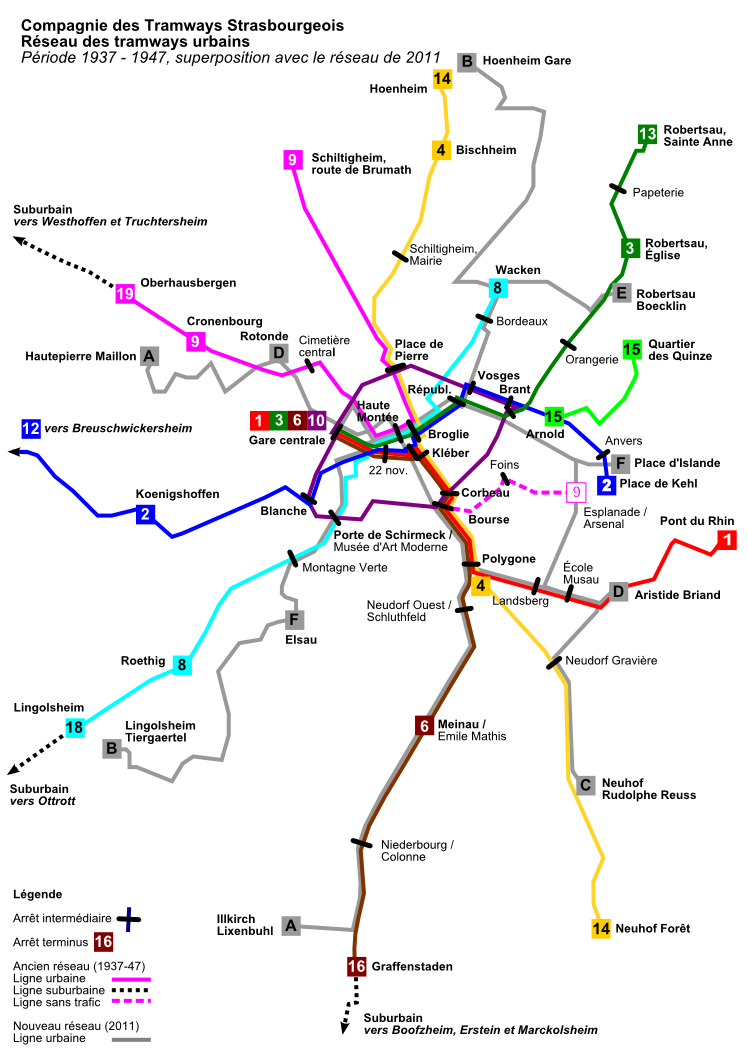
Das Stadtnetz im Zeitraum 1937–47

Pferdebahn in der Weißturmstraße

Normalspuriger Straßenbahnzug vor dem Bahnhof Kehl um 1896

Zug der Straßburger Straßenbahn im Mai 1898 in Offenburg

Beiwagen 14, um 1906 von der Straßburger Straßenbahngesellschaft in eigener Werkstatt erbaut

Triebwagen 91 am Kléberplatz

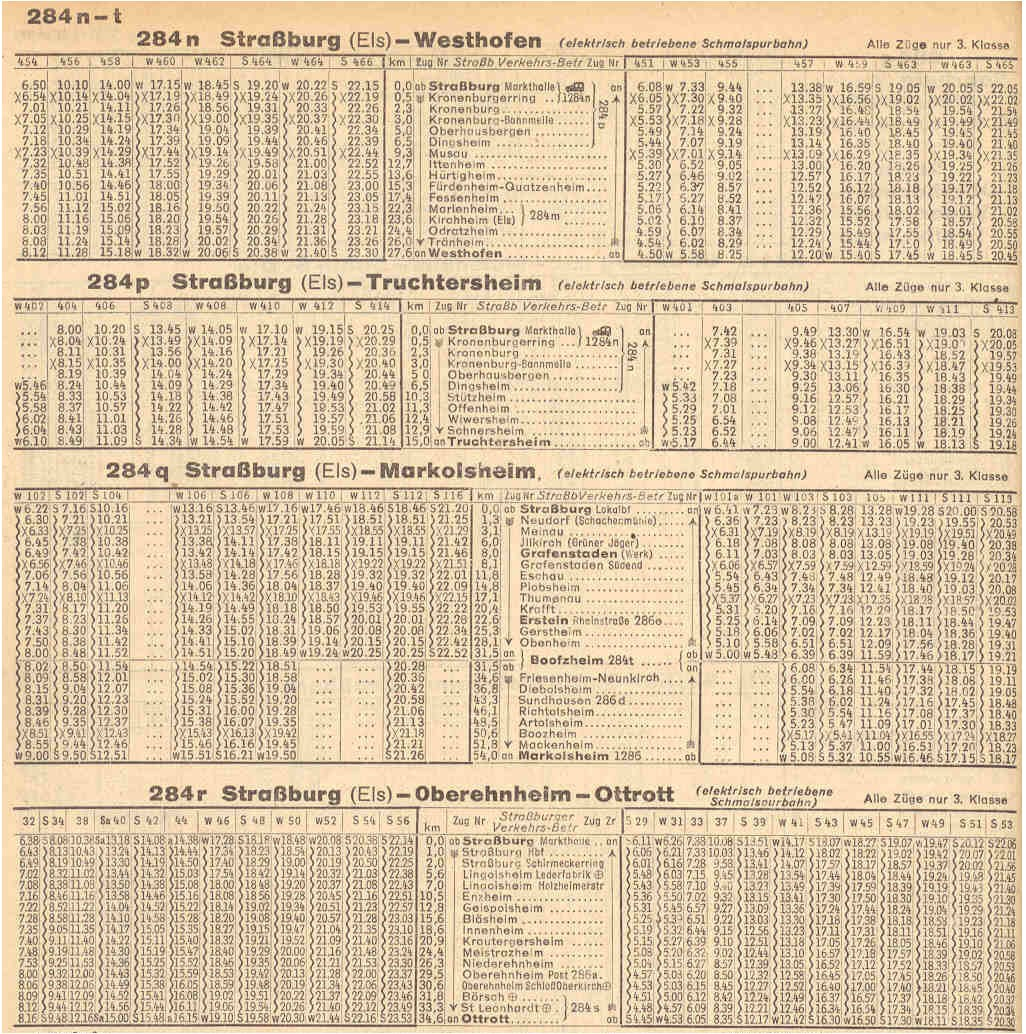
Ausschnitt aus dem Fahrplan des Überlandnetzes (1944)

### Die Gesellschaft
Am 5. April 1877, als das Elsass zu Deutschland gehörte (Reichsland Elsass-Lothringen), gründete sich die „Straßburger Pferde-Eisenbahngesellschaft“.
Am 25. April 1888 änderte sie ihren Namen in „Straßburger Straßenbahngesellschaft“.
Ab dem 14. Mai 1897 war der Elektrokonzern AEG Hauptaktionär der Straßenbahn, 1912 erwarb die Stadt Straßburg 51 % des Aktienkapitals, um die Interessen der Bevölkerung besser wahrnehmen zu können.
Die heute noch bestehende Compagnie des Transports Strasbourgeois (CTS) entstand aus dieser Straßenbahngesellschaft.

### Stadtnetz

#### Französische Zeit bis 1870
Seit 1848 waren im öffentlichen Nahverkehr von Straßburg Pferdeomnibusse und Pferdedroschken eingesetzt worden. Die ersten beiden normalspurigen Strecken der Pferde-Eisenbahngesellschaft wurden 1878 kurz nacheinander eröffnet. Die erste führte bis zur Kehler Rheinbrücke, die zweite nach Hönheim. In der Innenstadt kamen Pferde zum Einsatz, in den Außenbezirken wurden die Züge mit kleinen Dampflokomotiven bespannt. Die Schweizerische Lokomotiv- und Maschinenfabrik (SLM) in Winterthur lieferte die ersten Anlagen der Pferdebahn.

#### Deutsche Zeit 1871 bis 1918
Ab 1871 bis 1918 gehörten Straßburg und das Elsass zum kaiserlichen Deutschen Reich.
Bis 1885 wurden weitere Strecken in die Stadtviertel Königshofen, Robertsau und Neuhof sowie nach Wolfisheim eröffnet. Im gleichen Zeitraum entstanden mehrere Strecken im Stadtzentrum, so zum 1883 eröffneten „Centralbahnhof“.
1886 kam beim Bau der Strecke nach Grafenstaden erstmals die Meterspur zur Anwendung. Diese Strecke bildete den Abschluss der ersten Ausbauetappe.
Den Auftrag zur Elektrifizierung der Pferdebahn erhielt am 14. Dezember 1894 die AEG. Vorgesehen war der elektrische Betrieb dreier Streckenabschnitte unter Beibehaltung der Normalspur. Im Mai 1897 sagte die AEG als neuer Hauptaktionär der Straßenbahngesellschaft die Umspurung und Elektrifizierung des gesamten Stadtnetzes zu. Dies kam einem Neubau des Netzes gleich. Hiervon betroffen war auch die Strecke zur Kehler Brücke: Am 14. März 1896 nahm die normalspurige Dampfstraßenbahn den Betrieb auf. Nachdem die Schiffsbrücke durch eine feste Rheinbrücke ersetzt wurde, konnte 1898 die Verbindung über den Rhein auf Meterspur bis nach Kehl verlängert und auf elektrischen Betrieb umgestellt werden.
Noch vor 1900 waren Umspurung und Elektrifizierung im Stadtnetz abgeschlossen. In den Jahren 1900 und 1901 gingen Strecken in das Stadtviertel Kronenburg sowie zu den Vororten Lingolsheim und Breuschwickersheim in Betrieb. Im Stadtzentrum entstand nach der Jahrhundertwende eine als „Rundbahn“ bezeichnete Ringstrecke. Noch bis 1913 wurde das Straßenbahnnetz ergänzt, dann unterbrach der Erste Weltkrieg die Entwicklung.

#### Französische Zeit ab 1919
Ende 1918 nach Kriegsende kam Straßburg mit dem Elsass zu Frankreich. Die Straßenbahngesellschaft wurde in „Compagnie des Tramways Strasbourgeois“ (CTS) umbenannt. Sie konnte 1919 zwei kürzere Neubaustrecken eröffnen.
1923 erhielt Wacken im Norden der Stadt einen Anschluss an die Straßenbahn.
Die letzte größere Neubaustrecke war die 1927 eröffnete Strecke zur Route de Brumath in Schiltigheim.
1930 gingen im Stadtteil Cronenbourg ein neues Hauptdepot sowie eine Zentralwerkstätte in Betrieb. Das Stadtnetz erreichte nach kleineren Ergänzungen 1937 mit 82,7 Kilometern seine größte Ausdehnung. Die erste Autobuslinie verkehrte 1928 nach Wingertheim. Am 27. Mai 1939 kam der O-Bus als städtisches Verkehrsmittel hinzu.

### Überlandnetz

#### Deutsche Zeit bis 1918
Parallel zum Stadtnetz baute die Straßburger Straßenbahngesellschaft von 1886 bis 1909 ein Netz von meterspurigen Überlandbahnen mit einer Gesamtlänge von 194 Kilometern auf.

Das Überlandnetz im Elsass zur Zeit der maximalen Ausdehnung, 1930–44

Das Überlandnetz entstand aus der 1886 gleich in Meterspur angelegten Straßenbahn nach Grafenstaden. Am 6. November 1886 wurde diese Strecke ins 54 Kilometer südlich von Straßburg gelegene Markolsheim verlängert. Dort bestand eine Übergangsmöglichkeit zu der ebenfalls 1886 eröffneten Meterspurbahn ins 27 Kilometer entfernte Colmar. Diese von den Reichseisenbahnen in Elsaß-Lothringen betriebene Strecke bot damit eine Verbindung zur Colmarer Straßenbahn. Von 1907 bis 1914 bestand über Colmar eine durchgängige schmalspurige Verbindung bis zur Straßenbahn in Mülhausen, knapp hundert Kilometer südlich von Straßburg.
Gleichzeitig mit der Markolsheimer Strecke ging 1886 eine 2,5 Kilometer lange Zweigstrecke von der Zwischenstation Boofzheim nach Rheinau in Betrieb. 1893 wurde auf der gegenüberliegenden Rheinseite durch die Eisenbahn-Bau- und Betriebsgesellschaft Vering & Waechter die Lokalbahn Rhein–Ettenheimmünster eröffnet. Die geplante Verbindung beider Strecken scheiterte an dem nicht zustande gekommenen Bau einer Rheinbrücke; endgültig aufgegeben wurde das Projekt nach dem Ersten Weltkrieg, als der Rhein zur deutsch-französischen Grenze wurde.
Eine zweite Zweigstrecke erschloss ab April 1883 Erstein, das von der Markolsheimer Strecke nur tangiert wurde. Die 5,5 Kilometer lange Strecke endete am Ersteiner Reichsbahnhof. Von besonderer Bedeutung war der Anschluss der Ersteiner Zuckerfabrik. Als am 21. November 1907 die Deutsche Eisenbahn-Betriebsgesellschaft eine Kleinbahn von Erstein über Oberehnheim nach Ottrott eröffnete, übernahm diese Gesellschaft vorübergehend den Betrieb der Ersteiner Querbahn. Die 19 Kilometer lange Strecke nach Ottrott blieb unrentabel, da sie nur wenige Dörfer erschloss. Auf Befehl der Obersten Heeresleitung (OHL) wurde die Bahn kurz nach Ausbruch des Ersten Weltkrieges zur Gewinnung von Oberbaumaterial abgebaut.
Im Nordwesten Straßburgs bestand ab dem 1. Oktober 1887 eine 15 Kilometer lange Verbindung nach Truchtersheim. Am 1. April 1908 wurde eine 21 Kilometer lange Strecke nach Westhofen eröffnet, die in Dingsheim von der Truchtersheimer Bahn abzweigte. Im Gegensatz zu anderen Überlandbahnen mied die Westhofener Bahn die geschlossenen Ortslagen. Bedeutung erlangte sie im Ausflugsverkehr, insbesondere zur Weinlese im Anbaugebiet um Westhofen und Marlenheim.
Ab 1892 erschlossen Überlandstraßenbahnen auch das rechtsrheinisch um Kehl gelegene Hanauerland. Am 11. Januar 1892 wurde die Strecke von Kehl über Schwarzach nach Bühl eröffnet. Am 1. April 1898 folgte die Strecke von Kehl über Altenheim nach Ottenheim, wo Anschluss an die Lahrer Straßenbahn bestand. Ab 15. Juli 1898 wurde diese Strecke durch eine Verbindung von Altenheim nach Offenburg ergänzt. Im Mai 1901 vereinbarte die Straßburger Straßenbahngesellschaft mit der Lahrer Straßenbahn eine Betriebsgemeinschaft. Fortan gab es durchgehende Zugläufe, die ab Ottenheim über Lahr bis nach Seelbach im Schwarzwald verkehrten. Im Norden des Netzes wurde am 2. Mai 1909 von Schwarzach aus Rastatt, 60 Kilometer von Straßburg entfernt, erreicht.
Innerhalb des Straßburger Stadtgebiets fuhren die Überlandzüge von zwei unterschiedlichen Bahnhöfen ab: Die Züge Richtung Markolsheim begannen im Lokalbahnhof unweit des Hospitaltors, und die Endstation der Züge Richtung Truchtersheim und Westhofen befand sich an der Markthalle in der Hausberger Straße. Richtung Hanauerland wurde im Kehler Nebenbahnhof abgefahren. Alle Überlandstrecken waren nach der Umspurung des Stadtnetzes ab 1898 miteinander verbunden. Diese Möglichkeit wurde im Güterverkehr und für innerbetriebliche Zwecke wie Fahrten zur Hauptwerkstatt in der Gutleutstraße genutzt. Das Überlandnetz wurde überwiegend mit Dampflokomotiven betrieben; für die beiden kurzen Zweigstrecken nach Erstein und Rheinau kamen Pferde zum Einsatz.
Neben dem Personenverkehr bestand ein reger Güterverkehr. Besondere Bedeutung erlangte auf allen Strecken der Transport von Zuckerrüben zur Ersteiner Zuckerfabrik während der Rübenkampagne im Herbst. Für den Transport normalspuriger Güterwagen im Schmalspurnetz standen Rollwagen zur Verfügung. Übergangsmöglichkeiten zum normalspurigen Eisenbahnnetz gab es unter anderem in Neudorf im Süden Straßburgs, in Kehl, Bühl, Rastatt und Erstein sowie in Marlenheim an der Westhofener Bahn. Seltener war die Verladung schmalspuriger Güterwagen auf normalspurige Transportwagen. Sie fand Anwendung bei Transporten in den Kehler Hafen sowie beim Austausch von Wagen zwischen den verschiedenen Überlandstrecken. Bis 1960 wurden offene Güterwagen eingesetzt, um Müll aus der Stadt Straßburg zu einem Gelände südlich von Graffenstaden zu transportieren.

#### Französische Zeit ab 1919
Nachdem Straßburg Ende 1918 französisch geworden war, wurde die Verbindung über die Rheinbrücke nach Kehl unterbrochen. Das Netz zerfiel in zwei fast gleich große Teile: 98,7 Kilometer verblieben im Besitz der CTS, während 95,5 Kilometer 1922 an die Republik Baden gingen, nachdem 1920 schon der CTS die Konzession für diese Strecken entzogen und die Betriebsführung an die Deutsche Reichsbahn gegeben worden war. 1923 übernahmen die Mittelbadischen Eisenbahnen (MEG) die rechtsrheinischen Strecken. Bis 1970 betrieb die MEG den Personenverkehr auf Teilabschnitten. Heute existiert noch eine Strecke bei Bühl, die auf Normalspur umgestellt dem Güterverkehr dient. Dabei handelt es sich um die Verbindung Bühl–Schwarzach–Stollhofen, wo sie sich nach Söllingen und Greffern verzweigte. Sie wurde im Sommer 1972 auf Regelspur umgebaut und – teilweise neu trassiert – für den Güterverkehr wieder in Betrieb genommen. Dieses kleine Netz von 15 km Länge stellt bis heute den SWEG-Betrieb Schwarzach dar. Grundlage dafür war die Bedienung des NATO-Flughafens Söllingen, auf dessen Gelände sich heute der Flughafen Karlsruhe/Baden-Baden (Baden-Airport) befindet, und des Anschlussgleises der Firma Dow Chemical GmbH in Greffern.
Am 1. November 1923 beauftragte das Département Bas-Rhin die CTS mit dem Betrieb der seit 1919 unter französischer Zwangsverwaltung stehenden und von der Berliner Bahnbau- und Betriebsgesellschaft Vering & Waechter 1902 eröffneten Bahnstrecke Rosheim–Saint-Nabor.
Im Elsass unterstützte das Département Bas-Rhin die CTS bei der Modernisierung des Überlandnetzes. In rascher Folge wurde das gesamte Streckennetz zwischen Mai 1925 und August 1926 elektrifiziert. Dabei fand am 2. Februar 1926 auch der Pferdebahnbetrieb auf der Zweigbahn nach Rheinau, jetzt Rhinau, ein Ende.
Am 16. Januar 1930 ging eine Neubaustrecke von Ottrott nach Straßburg in Betrieb. Sie benutzte von Ottrott bis Meistratzheim die Trasse der 1915 abgebauten Kleinbahn, schlug dann den direkten Weg nach Straßburg ein und fand in Lingolsheim Anschluss an das Stadtnetz. Zeitgleich wurde eine Autobusverbindung von Ottrott auf den Odilienberg eingerichtet, die dem starken Pilgerverkehr auf den Berg Rechnung trug.

### Fahrzeuge
Für den Stadtbetrieb standen um 1908 fast 150 Triebwagen und gut 170 Beiwagen zur Verfügung. Ungefähr 100 Triebwagen entstammten einer von der Kölner Waggonfabrik Herbrand gelieferten Einheitsserie. Als Zweiachser mit 18 Sitzplätzen entsprachen sie dem zu dieser Zeit in vielen Städten anzutreffenden Fahrzeugtyp. Anfänglich waren die Plattformen offen; vor 1914 wurde mit der Verglasung begonnen, um die Fahrer vor der Witterung zu schützen. Eine 1900 von Herbrand gelieferte Triebwagenserie (Nr. 86–98) wies an beiden Enden zweiteilige Plattformen auf, die ab 1907 geschlossen wurden. Das Nürnberger MAN-Werk lieferte 1908 29 Triebwagen, die mit stärkeren Motoren ausgestattet waren.
Die 1908 vorhandenen 173 Beiwagen verteilten sich auf eine größere Anzahl von Typen; etliche Beiwagen waren in der Werkstatt der Straßenbahngesellschaft erbaut worden. Für den Ausflugsverkehr an Sonntagen, insbesondere in die am Rhein gelegenen Wälder, standen 44 überdachte, aber rundum offene Sommerwagen zur Verfügung. Weitere 41 Sommerwagen waren vor 1908 für den ganzjährigen Betrieb umgebaut worden, um dem zunehmenden Verkehr in die Vorstädte Rechnung zu tragen.
Der Überlandbetrieb wurde bis 1925/26 mit Dampflokomotiven bestritten. Insgesamt 53 Dampflokomotiven befanden sich im Besitz der Straßenbahngesellschaft, jedoch nie gleichzeitig. Eine erste Serie von 20 Dampflokomotiven wurde von der Schweizerischen Lokomotiv- und Maschinenfabrik in Winterthur noch für Normalspur gebaut, nach der Elektrifizierung des Stadtnetzes umgespurt und in den Überlandbetrieb versetzt. Später war die Elsässische Maschinenbau-Gesellschaft in Grafenstaden Hauptlieferant der Straßenbahngesellschaft; einzelne Dampflokomotiven erbaute Borsig. Diese leistungsfähigeren Maschinen verdrängten die älteren Dampflokomotiven in untergeordnete Dienste, beispielsweise das Rangieren an den Lokalbahnhöfen in Straßburg. 1914 wurden die Personenwagen des Überlandnetzes den links- und rechtsrheinischen Strecken fest zugeteilt. Zu dieser Zeit waren 55 Wagen dritter Klasse und 29 Wagen zweiter und dritter Klasse vorhanden. Von einer Ausnahme abgesehen handelte es sich um Zweiachser; Lieferanten waren unter anderem de Dietrich, die Waggonfabrik Rastatt sowie die Werkstatt der Straßenbahngesellschaft.
Nach dem Ersten Weltkrieg baute man zahlreiche ältere Triebwagen zu Beiwagen um. Lieferungen der Firmen De Dietrich (1931, 15 Triebwagen) und Carel & Fouché (1937/38, 15 Triebwagen) ergänzten den Fahrzeugbestand des Stadtnetzes. 15 vierachsige Mitteleinstiegswagen der Firma Franco-Belge vergrößerten 1927 den Bestand an Beiwagen. Nach der Elektrifizierung des Überlandnetzes wurden zunächst Wagen des Stadtbetriebs eingesetzt. Zwischen 1929 und 1931 lieferte De Dietrich 14 schwere vierachsige Triebwagen für den Überlandbetrieb. Mehrere Elektrolokomotiven und Gepäcktriebwagen lösten ab 1926 die Dampflokomotiven im Güterverkehr ab.
Nach dem Zweiten Weltkrieg unterblieb die Beschaffung neuer Fahrzeuge, obwohl die CTS-Direktion dem aufgeschlossen gegenüberstand. Zu dieser Zeit wurden in Frankreich keine Straßenbahnwagen produziert; eine Beschaffung im Ausland scheiterte am Devisenmangel.
Zwischen 1907 und 1947 verband eine Poststraßenbahn den Hauptbahnhof mit dem Hauptpostamt in der Hohenlohestraße (Avenue de la Marseillaise). Noch heute besteht am Hauptbahnhof ein Tunnel der ehemaligen Poststraßenbahn. Die Postverwaltung besaß drei Triebwagen; die Fahrer waren Bedienstete der Post. Die Triebwagen waren in der Farbe der Briefkästen gehalten und wechselten zweimal die Farbe: Zunächst Gelb in der Zeit der Reichspost, dann das Blau der Französischen Post und Rot in der Zeit der deutschen Besetzung Straßburgs im Zweiten Weltkrieg. Im Überlandnetz verkehrten auf nahezu allen Strecken kombinierte Gepäck- und Postwagen.

### Niedergang der Straßenbahn

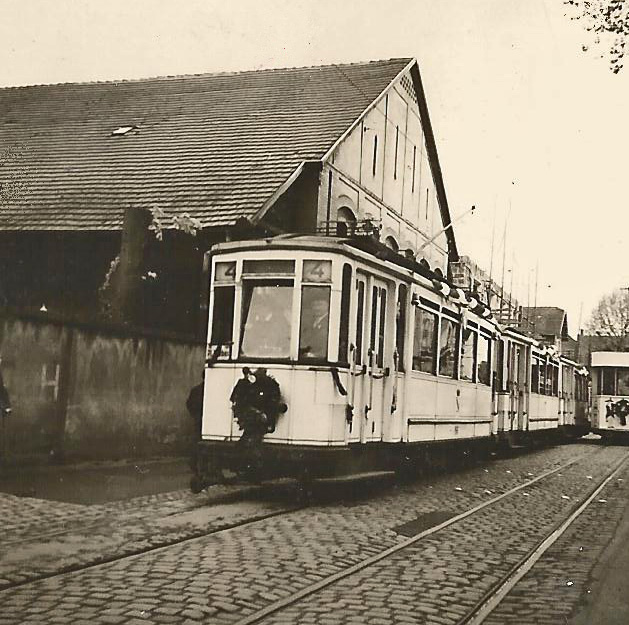
Fahrzeugkorso am 1. Mai 1960

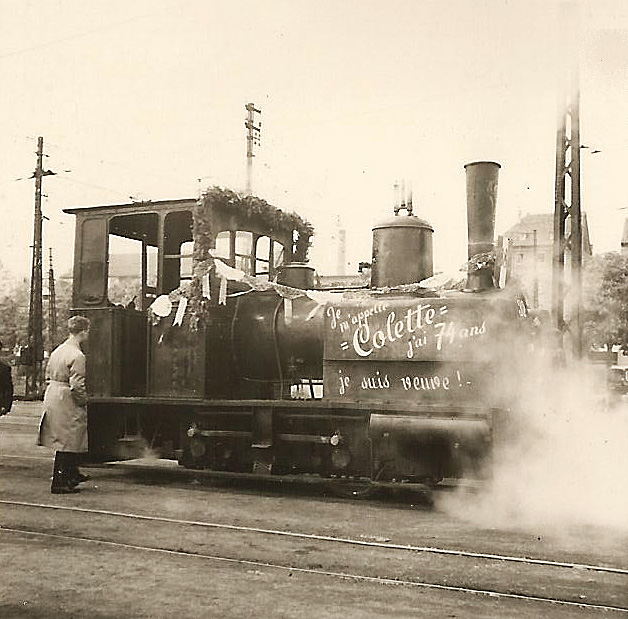
Dampflokomotive beim Fahrzeugkorso

Die Straßenbahn hatte ab 1930 rückläufige Fahrgastzahlen zu verzeichnen: 1918 fuhren 46 Millionen mit, für die 144 Trieb- und 173 Beiwagen zur Verfügung standen. 1930 wurden 54,6 Millionen Personen transportiert, bis 1938 sank diese Zahl auf 33 Millionen. Die Gründe hierfür lagen in der Einrichtung der Buslinien sowie im aufkommenden Kraftfahrzeugverkehr. Der Treibstoffmangel im Zweiten Weltkrieg verhinderte zunächst die erwogene Umstellung des Straßenbahnnetzes auf Busbetrieb. Auf einigen Überlandstrecken, unter anderem nach Truchtersheim und Westhoffen, hatten Ende der 1930er Jahre zeitweise Busse den Betrieb übernommen.
Nach Kriegsende fehlten der CTS die notwendigen Mittel zur durchgreifenden Modernisierung, insbesondere des Wagenparks. Die Kriegsschäden, während des Krieges unterbliebene Instandhaltung und der weiter zunehmende Individualverkehr führten zur Entscheidung, den Straßenbahnbetrieb komplett einzustellen. Bis 1956 wurde das gesamte Überlandnetz auf Busbetrieb umgestellt.
Im Stadtnetz verkehrten ab 1957 noch zwei Linien, für die modernisierte Fahrzeuge zur Verfügung standen. Letzter Betriebstag dieser beiden Linien war der 30. April 1960. Am folgenden Tag fand ein Fahrzeugkorso statt, unter anderem unter Beteiligung einer ehemaligen Dampflokomotive der CTS, die zuletzt als Werkslok der Ersteiner Zuckerfabrik Verwendung gefunden hatte. Die ausgemusterten Straßenbahnwagen wurden anfänglich zerlegt, später verbrannt.
Nach der Stilllegung des O-Bus-Betriebs am 31. März 1962 blieb der Dieselbus das einzige städtische Nahverkehrsmittel. Ab 1968 wurden knapp 4 Kilometer Busspuren angelegt. 1978 standen für den Betrieb von zwölf Stadtlinien 229 Busse zur Verfügung, die von 39,6 Millionen Fahrgästen pro Jahr benutzt wurden. Ferner gab es 15 Überlandlinien mit weiteren 65 Bussen und 2,7 Millionen Fahrgästen. Die Reisegeschwindigkeit in der Stadt wurde mit 10 bis 15 km/h angegeben.

## Der Weg zur Wiedereinführung der Straßenbahn
Die Planungen zur Wiedereinführung einer Straßenbahn in Straßburg lassen sich bis in die 1970er Jahre zurückverfolgen. Es dauerte jedoch bis 1994, ehe die erste Strecke in Betrieb ging. Der städtische Planungsverband, ein Zusammenschluss von Straßburg und seinen Umlandgemeinden, befürwortete im Dezember 1976 den Bau einer modernen Straßenbahn. Die Wahl des Verkehrssystems war umstritten: Zur Diskussion standen eine Métro und eine Stadtbahn, wie sie zu dieser Zeit in vielen westdeutschen Städten realisiert wurde. Die Befürworter einer Straßenbahn verwiesen auf den Betrieb in Basel, der bei einer vergleichbaren Stadtgröße ein doppelt so hohes Fahrgastaufkommen habe. Der Stadtrat unter Bürgermeister Pierre Pflimlin beschloss am 26. November 1979 den Bau einer Stadtbahn. Vorgesehen waren zwei Strecken, die im Süden – in Illkirch-Graffenstaden und Neuhof – ihren Ausgangspunkt nehmen und sich an der Station Place de l’Étoile zu einer Stammstrecke vereinigen sollten. Die Stammstrecke sollte die Innenstadt weitgehend unterirdisch queren. Geplant war der Bau eines 1300 Meter langen Tunnels mit drei Stationen einschließlich der Endhaltestelle Gare Centrale. Die vollständige Betriebseröffnung war für Juli 1986 geplant.
Die Ablösung Pflimlins als Bürgermeister durch Marcel Rudloff nach den Kommunalwahlen 1983 verhinderte die Realisierung der Pläne. Rudloff, wie Pflimlin aus dem bürgerlichen Lager, war Befürworter des Véhicule automatique léger (VAL), einer automatisch betriebenen Kleinprofil-Métro. Der Stadtrat und ein Teil der Umlandgemeinden befürworteten Rudloffs Pläne. Nach der Erarbeitung neuer Pläne wurde 1987 ein Vertrag mit dem VAL-Hersteller Matra abgeschlossen. Die Entscheidung zwischen VAL und Straßenbahn war 1989 Hauptthema der Kommunalwahlen. Im neugewählten Stadtrat dominierte die Linke unter der Bürgermeisterin Catherine Trautmann, die die Straßenbahn befürwortete. Im Dezember 1989 fiel im Stadtparlament der Grundsatzbeschluss für den Bau der Straßenbahn. Im November 1990 erhielt der städtische Verkehrsbetrieb CTS den Auftrag zur Realisierung und den späteren Betrieb der Straßenbahn. Am 17. Juni 1991 wurde der öffentliche Nutzen des Straßenbahnprojekts bescheinigt, noch im selben Monat begannen die Bauarbeiten. Zeitgleich ergingen öffentliche Aufträge an namhafte internationale Künstler wie Mario Merz, Barbara Kruger und Jonathan Borofsky, die Stationen und Strecken zu gestalten.

## Die Straßenbahn ab 1994

### Liniennetz
Derzeit (Stand: August 2020) werden folgende Straßenbahnlinien betrieben:

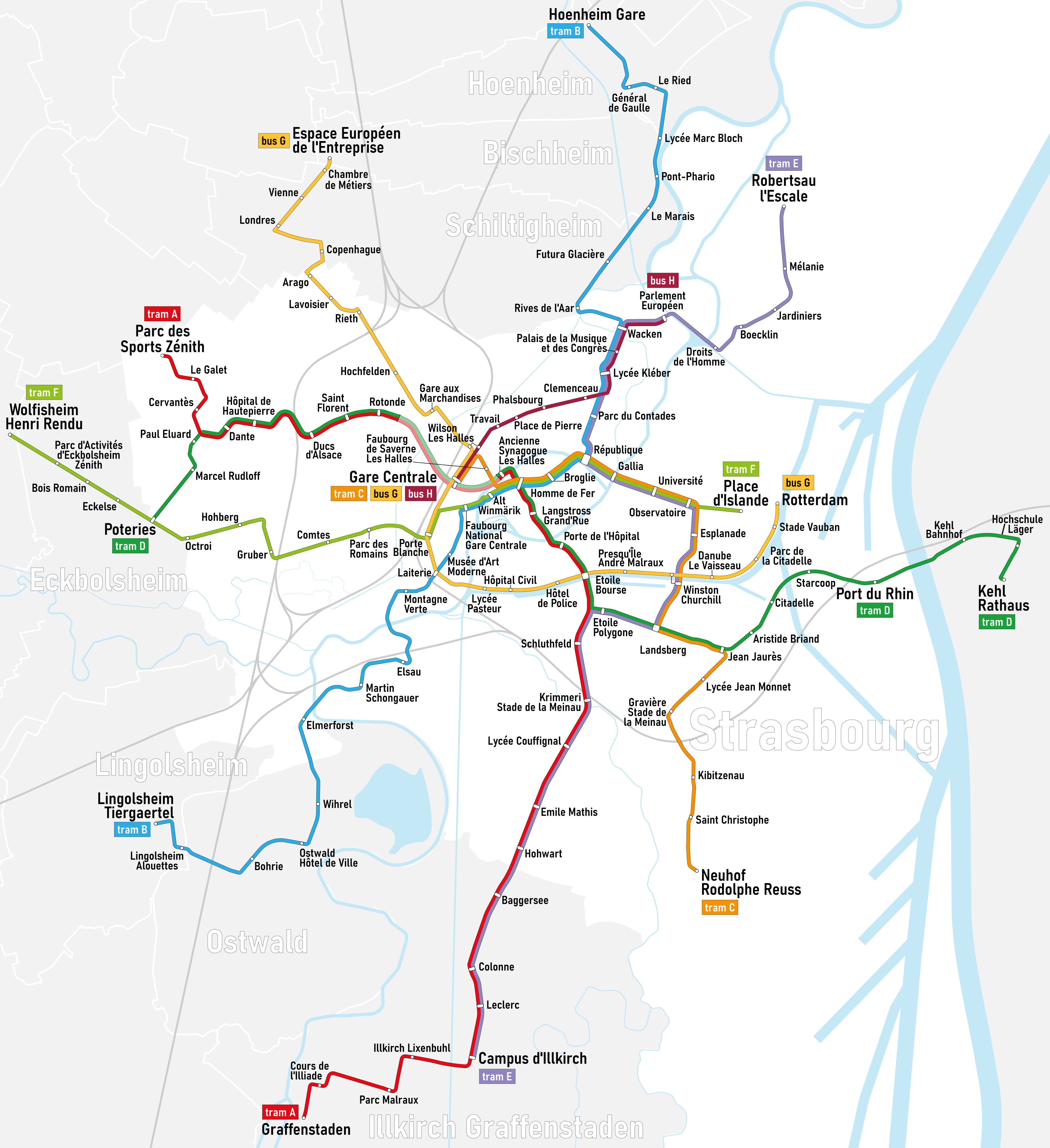
Das aktuelle Streckennetz (2024)

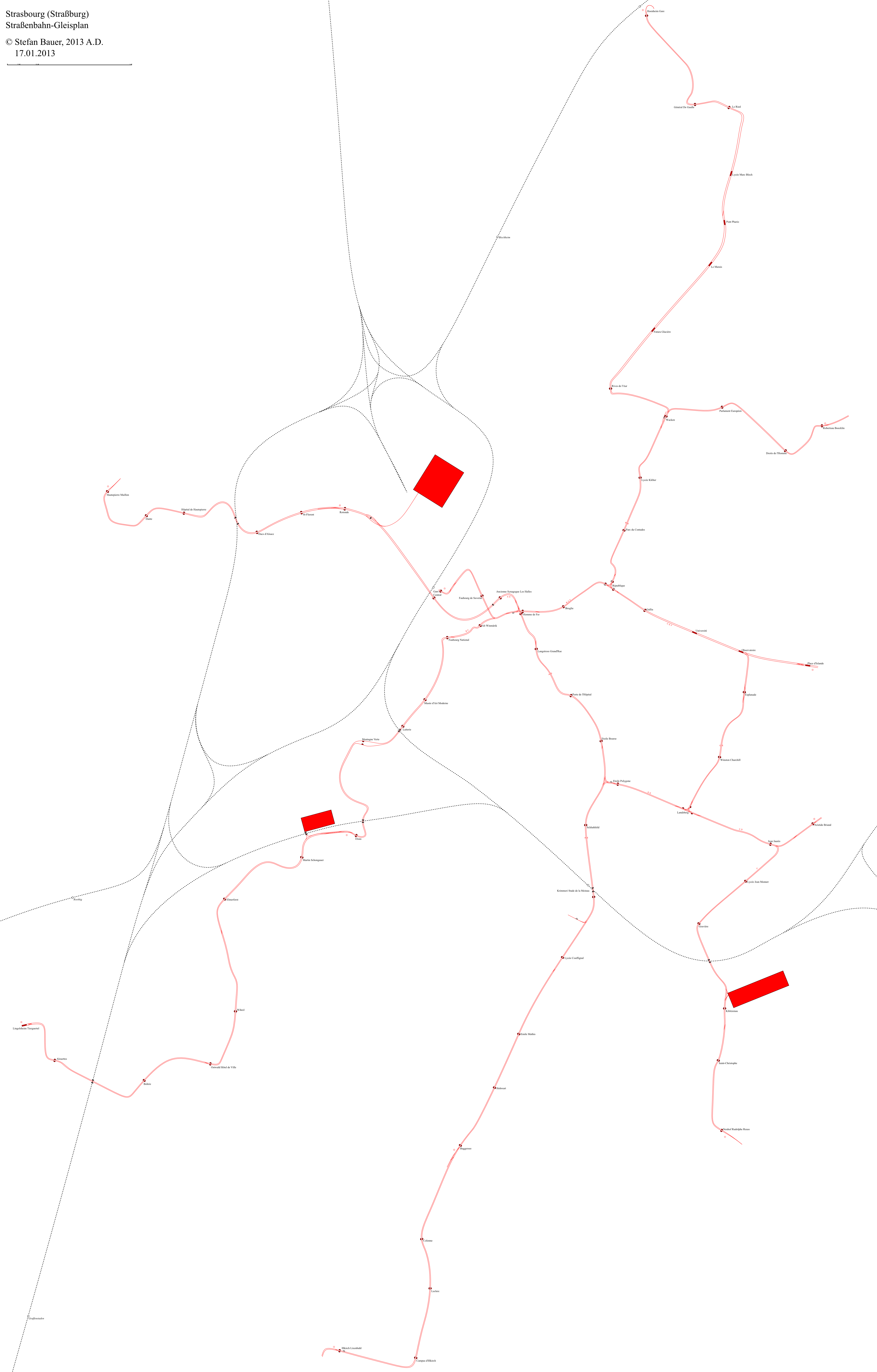
Gleisplan 2013

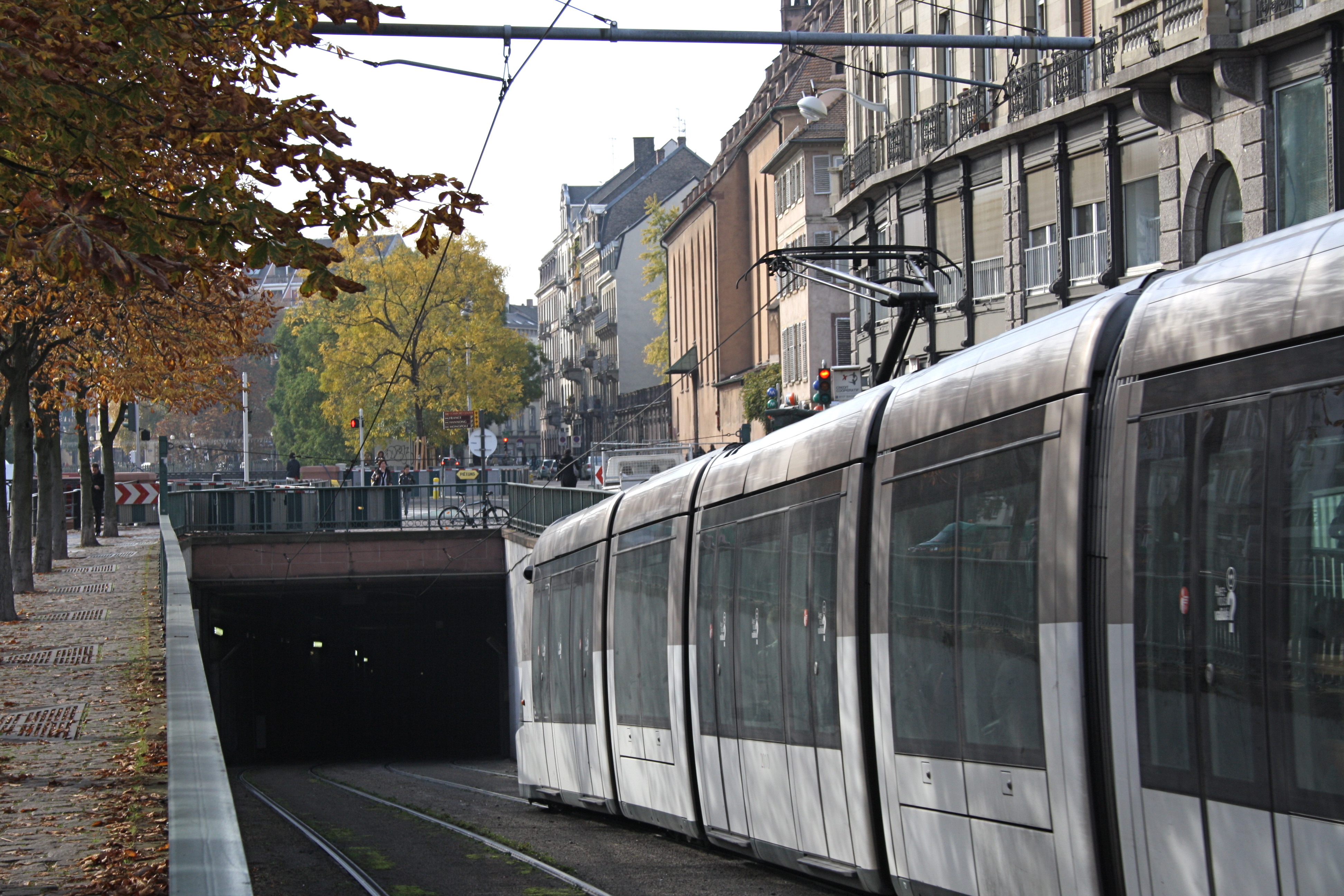
Tunnelmund am Quai Kléber mit einfahrendem Citadis-Triebwagen

| Linie | Linienverlauf | Länge (in km) | Haltestellen | Eröffnet            |
| ----- | --- | ------------- | ------------ | ------------------- |
| A     | Parc des Sports – Dante – Rotonde – Gare Centrale – Ancienne Synagogue–Les Halles – Homme de Fer – Langstross–Grand’Rue – Étoile Bourse – Krimmeri Stade de la Meinau – Baggersee – Colonne – Leclerc – Campus d’Illkirch – Illkirch Lixenbuhl – Parc Malraux – Cours de l'Illiade – Graffenstaden                                                   | 14,7          | 27           | 1994 2013 2016      |
| B     | Hœnheim Gare – Pont Phario – Wacken – République – Homme de Fer – Alt Winmärik – Montagne Verte – Elsau – Ostwald Hôtel de Ville – Lingolsheim Alouettes – Lingolsheim Tiergaertel | 14,8          | 27           | 2000 2008           |
| C     | Gare Centrale – Homme de Fer – République – Université – Observatoire – Landsberg – Kibitzenau – Neuhof Rodolphe Reuss | 8,1           | 17           | 2000 2007 2010      |
| D     | Poteries – Marcel Rudloff – Paul Éluard - Dante – Hôpital de Hautepierre – Ducs d’Alsace – Saint-Florent – Rotonde – Gare Centrale – Ancienne Synagogue–Les Halles – Homme de Fer – Langstross–Grand’Rue – Étoile Bourse – Étoile Polygone – Landsberg – Aristide Briand – Citadelle – Port du Rhin – Kehl Bahnhof – Hochschule/Läger – Kehl Rathaus | 12,6          | 21           | 1998 2013 2017 2018 |
| E     | Robertsau L’Escale – Mélanie – Jardiniers – Robertsau Boecklin – Parlement Européen – Wacken – République – Université – Observatoire – Landsberg – Étoile Polygone – Krimmeri Stade de la Meinau – Baggersee – Colonne – Leclerc – Campus d’Illkirch                                                                                                | 13,6          | 26           | 2007 2019           |
| F     | Place d’Islande – Observatoire – Université – République – Homme de Fer – Alt Winmärik – Faubourg National – Porte Blanche – Parc des Romains – Comtes | 7,32          | 16           | 2010 2020           |

### Streckennetz
Der Aufbau des heutigen normalspurigen Straßenbahnnetzes erfolgte in den folgenden Schritten:

#### Stammstrecken (von 1994 bis 2000)
Am 25. November 1994 wurde die Linie A auf einer Länge von 9,8 Kilometern zwischen dem Wohngebiet Hautepierre im Westen und Baggersee im Süden eröffnet. Zur Querung der Gleisanlagen des Hauptbahnhofs und weiterer Verkehrswege war zwischen Rotonde und Les Halles ein 1400 Meter langer Tunnel im Schildvortrieb erbaut worden. Die Station Gare Centrale liegt im Tunnel 17 Meter unter dem Bahnhofsvorplatz. Am 4. Juli 1998 wurde diese Linie am südlichen Ende um 2,8 Kilometer bis nach Illkirch Lixenbuhl verlängert. Am 31. August desselben Jahres folgte die Eröffnung der Linie D zwischen Rotonde und Étoile Polygone. Die Linie D benutzte zunächst weitgehend die Strecke der Linie A und erfüllte die Funktion einer Verstärkerlinie im Innenstadtbereich.

#### Erweiterungen
Am 1. September 2000 ging die zweite Stammstrecke mit den neuen Linien B und C bei einer Gesamtstreckenlänge von 11,9 Kilometern in Betrieb. Vom gemeinsamen Endpunkt im Neubaugebiet Elsau aus wird die Innenstadt von Südwest nach Nordost durchquert. An der Station Homme de Fer kann zu den Linien A und D umgestiegen werden. Am Place de la République zweigt die Linie C zur Endstation Esplanade ab und erschließt das Universitätsviertel. Die Linie B wendet sich nach Norden, bindet das Ausstellungsgelände bei Wacken an, durchquert die selbstständigen Gemeinden Schiltigheim und Bischheim und endet in Hœnheim. An der Endstation besteht seit September 2002 eine Umsteigemöglichkeit zum Nahverkehr auf der Eisenbahnstrecke Straßburg–Lauterbourg. Eine Verlängerung bis „Ganzau“ als TramTrain ist angedacht.
Am 25. August 2007 wurde die Linie D um 1,8 Kilometer von der Station „Étoile Polygone“ bis zur neuen Endhaltestelle „Aristide Briand“ verlängert. Am selben Tag wurde der Stadtteil Neuhof an das Straßenbahnnetz angebunden: Hierzu war die Linie C ab Station Esplanade um 4,2 Kilometer verlängert worden. Beide Strecken besitzen zwischen den Stationen „Landsberg“ und „Jean Jaurès“ einen 600 Meter langen gemeinsamen Abschnitt. So entstand eine zweite Nord-Süd-Verbindung, die das Stadtzentrum östlich umfährt. Auf dieser Verbindung verkehrt zwischen Wacken und Baggersee die Tangentiallinie E; von ihr erhofft man sich eine Entlastung des Knotenpunktes „Homme de Fer“ in der Stadtmitte. Am 23. November 2007 wurde diese Linie von Wacken um 2,5 Kilometer bis nach Robertsau verlängert. Damit war auch das Europaviertel an das Straßenbahnnetz angeschlossen und das hier angesiedelte Europäische Parlament erhielt eine eigene Haltestelle. Am 23. Mai 2008 wurde die Linie B von Elsau über Ostwald nach Lingolsheim um 4,9 Kilometer verlängert.
Am 27. November 2010 wurde die neue Linie F in Betrieb genommen, die zwischen der Haltestelle „Elsau“ und einer neu angelegten Haltestelle am Place d’Islande östlich der Haltestelle „Observatoire“ verkehrt („Vauban“). Eine Verlängerung Richtung „Port du Rhin“ ist angedacht.
Zugleich erhielt die Linie C eine neue Streckenführung; sie endet jetzt an der neu angelegten oberirdischen Haltestelle am Bahnhof Strasbourg („Place de la Gare“), die nicht mit der Haltestelle „Gare Centrale“ im Tunnel verbunden ist. Insgesamt gingen 1,5 Kilometer zusätzliche Strecken sowie drei weitere Haltestellen in Betrieb.
Am 30. November 2013 wurden neue Abschnitte der Linie A (1 km; zwei neue Haltestellen: „Le Galet“ und „Parc des Sports“; Umbenennung der Haltestelle „Hautepierre Maillon“ in „Cervantès“) und der Linie D (ebenfalls 1 km; drei neue Haltestellen: „Paul Éluard“, „Marcel Rudloff“ und „Poteries“) im Westen eingeweiht. Gleichzeitig wurde mit der Linie G der erste Metrobus (Bus à haut niveau de service) zwischen dem Hauptbahnhof und der Haltestelle „Espace Européen de l'Entreprise“ in Schiltigheim eröffnet.
Am 23. April 2016 wurde die Linie A im Süden erneut um weitere drei Haltestellen verlängert, wodurch sie nun das Zentrum von Illkirch-Graffenstaden bedient. Durch diese sukzessive Verlängerungen zählt die Linie A die gleiche Anzahl von Haltestellen und praktisch die gleiche Länge wie die Linie B.
Am selben Tag wurde auch die Linie E um drei Haltestellen bis „Campus d‘Illkirch“ verlängert, wo die Züge über einen Abzweig in eine zweigleisige Kehranlage an der Rue de l’Industrie gelangen.
Am 17. Juni 2019 wurde die 2007 eröffnete Linie E um drei Stationen und 1,6 Kilometer weiter in den Stadtteil Robertsau hinein bis „Robertsau L’Escale“ verlängert. Am 31. August 2020 wurde die Linie F um drei Stationen und 1,7 Kilometer verlängert, ab Faubourg National nach Comtes.
Seit dem 24. Februar 2020 verkehrt die Metrobuslinie H mit Elektrobussen des Typs Alstom Aptis zwischen Gare Centrale und dem Europäischen Parlament. Sie führt über die Boulevards du Président Wilson, du Président Poincaré und Clemenceau sowie die Haltestelle Wacken.
Die Metrobuslinie G wurde am 20. November 2023 nach Süden verlängert um 12 Stationen; sie führt seither über den Hauptbahnhof über den Place Étoile zum Stadtviertel Esplanade mit Endhaltestelle im Wohnquartier „Rotterdam“.

#### Grenzüberschreitende Strecke nach Kehl
Die erste Tramverbindung von Straßburg nach Kehl wurde 1898 eröffnet. Sie bestand bis kurz nach Ende des Ersten Weltkriegs, als Kehl wieder zur Grenzstadt nach Frankreich wurde. Während des Zweiten Weltkriegs wurde die Tramverbindung nochmals kurzzeitig aufgenommen.
Am 13. Februar 2009 beschloss der Rat des Stadtverbandes Straßburg die Verlängerung der Linie D nach Osten zum Stadtviertel Port du Rhin und weiter über die neue Beatus-Rhenanus-Brücke über den Rhein bis zum Bahnhof Kehl. Die Bauarbeiten hierfür begannen Anfang 2014, die Strecke ging am 29. April 2017 in Betrieb. Seit 23. November 2018 führt die Strecke weiter bis zum Rathaus Kehl. Neben der Straßenbahn Basel, der Saarbahn Saarbrücken (Tram-Train) und der Straßenbahn Genf ist die Straßenbahn Straßburg mit der über die deutsche Grenze führenden Linie D eine von nur vieren weltweit, die gegenwärtig (Stand 2024) eine internationale Grenze überquert.
Nur auf dem Teilstück innerhalb von Kehl gilt die Freifahrt mit dem deutschen Schwerbehindertenausweis.
Das Deutschland-Ticket gilt nur in Kehl zwischen den Haltestellen Bahnhof und Rathaus.

### Verkehrskonzeption und Gestaltung

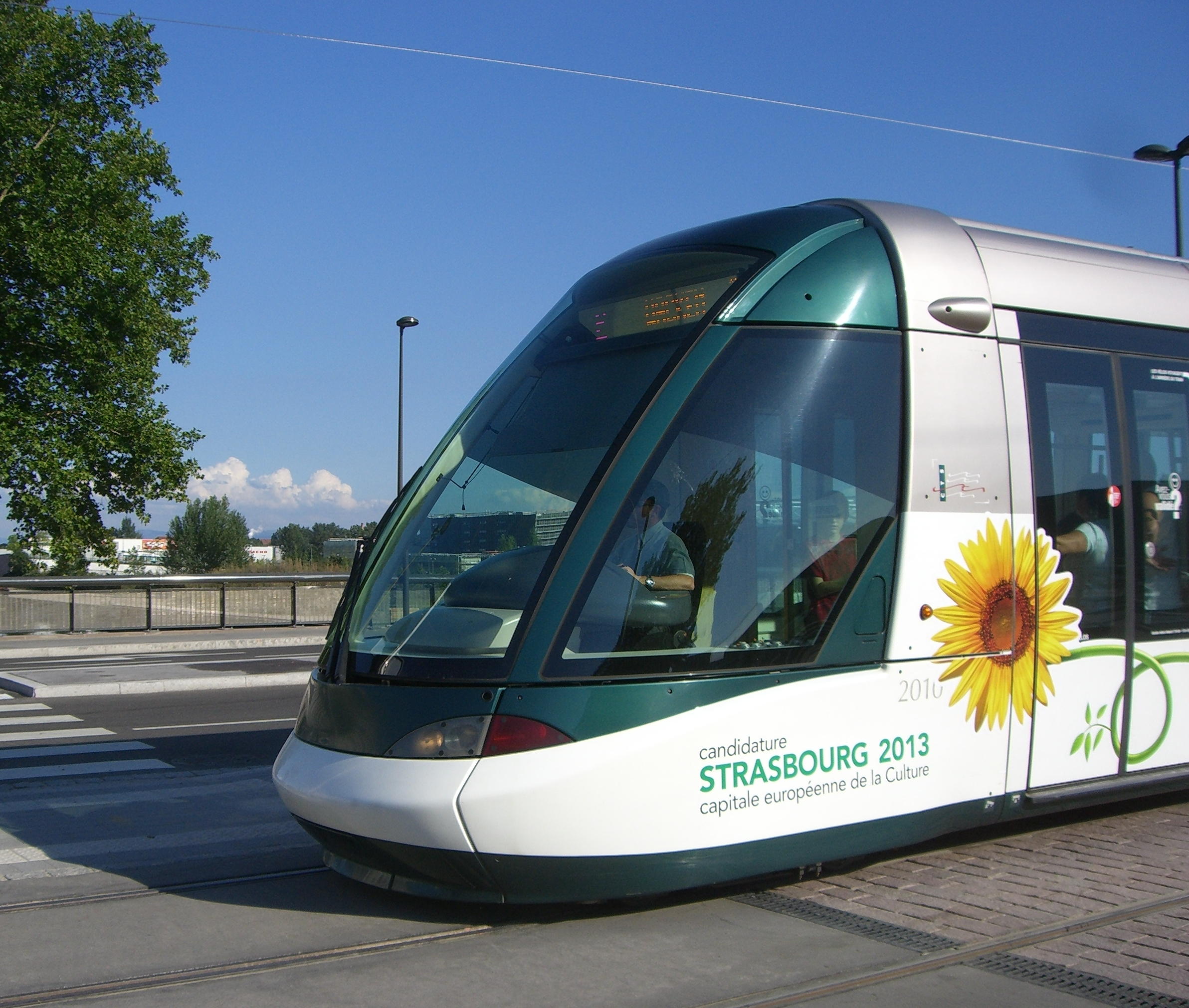
Frontpartie eines Citadis-Wagens auf der Winston-Churchill-Brücke

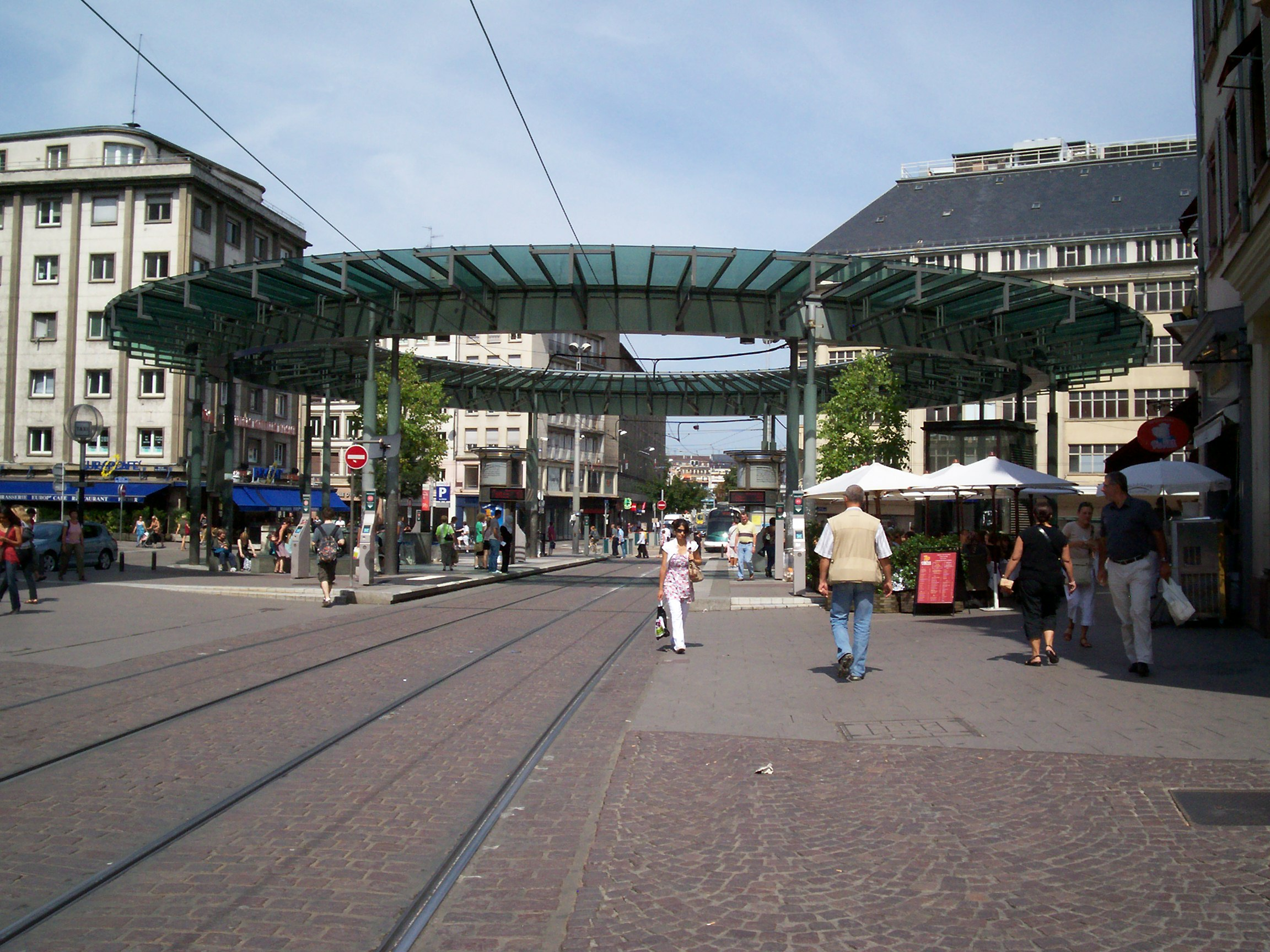
20 Prozent der Fahrgäste steigen am zentralen Halt Homme de Fer ein und aus

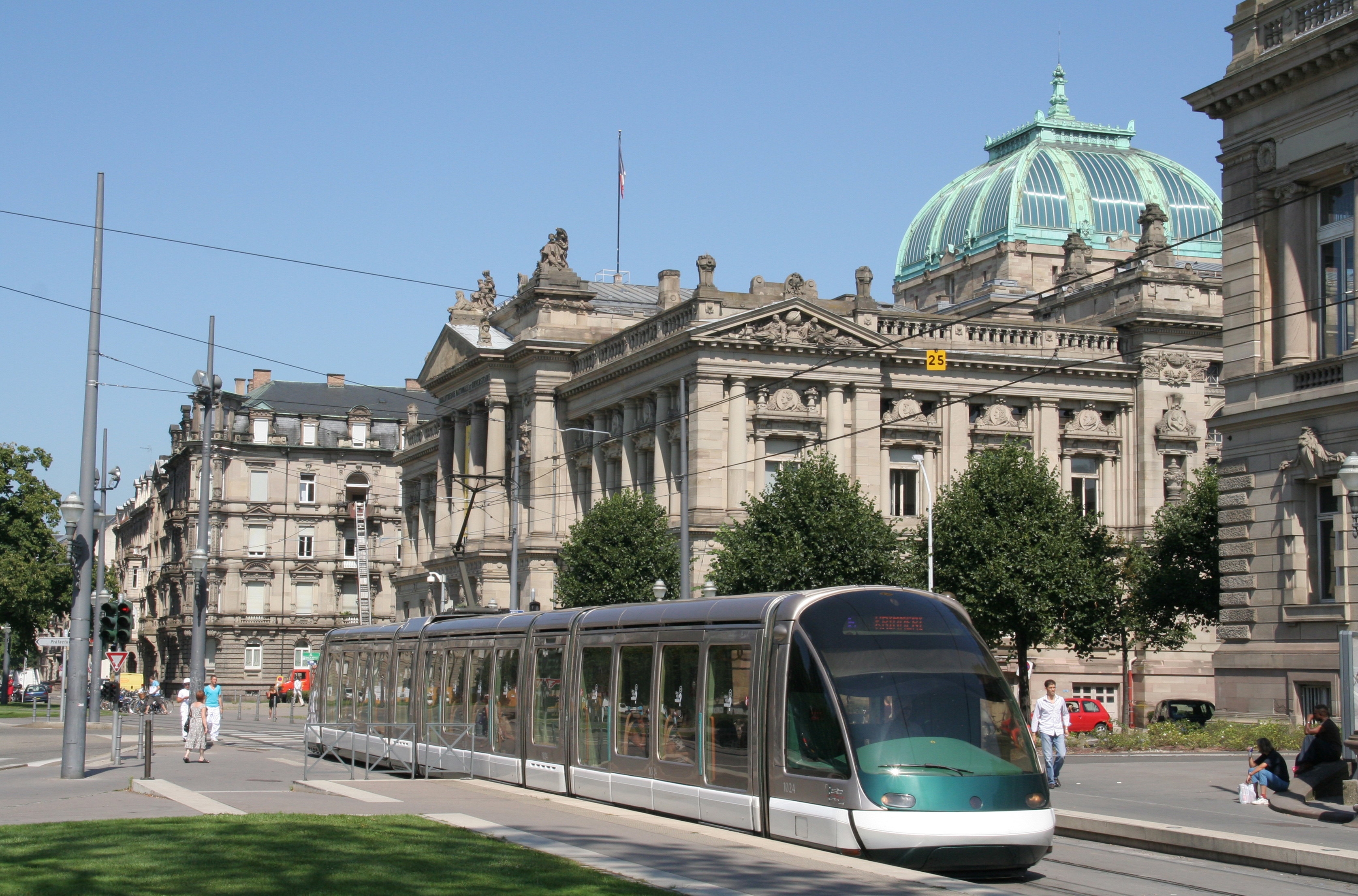
Eurotram an der Place de la République

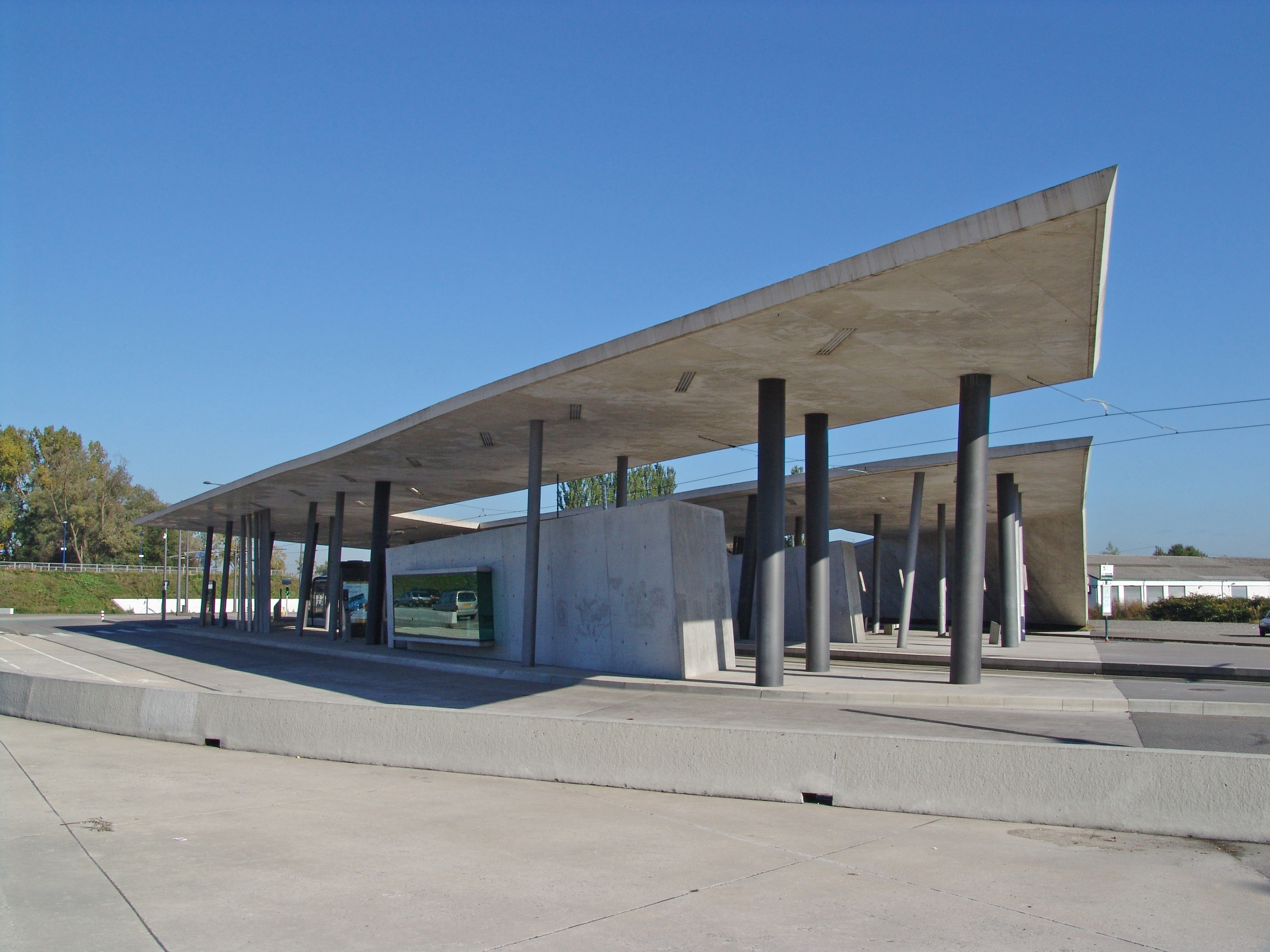
Hœnheim Gare, entworfen von Zaha Hadid

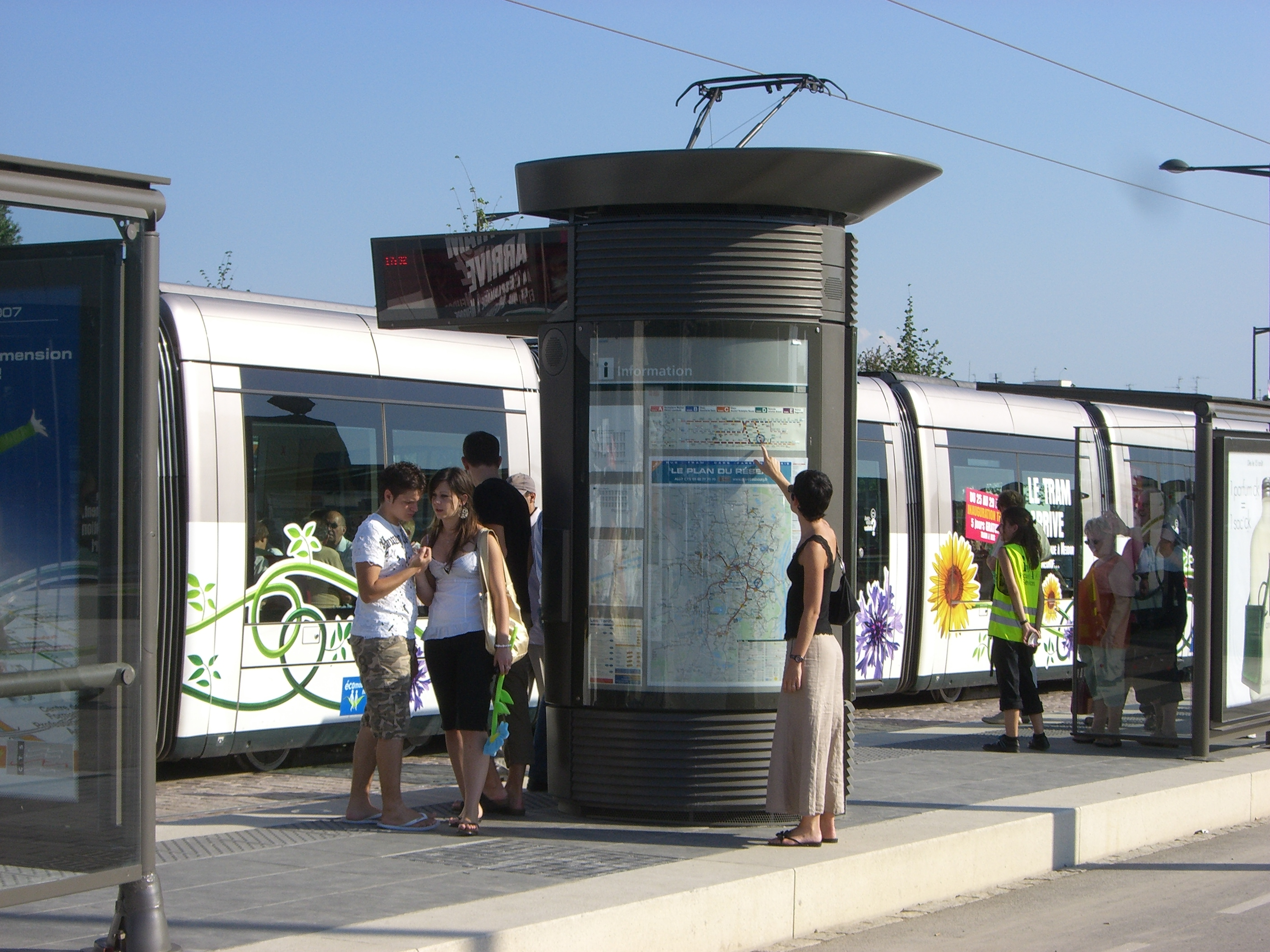
Informationssäule einer Haltestelle

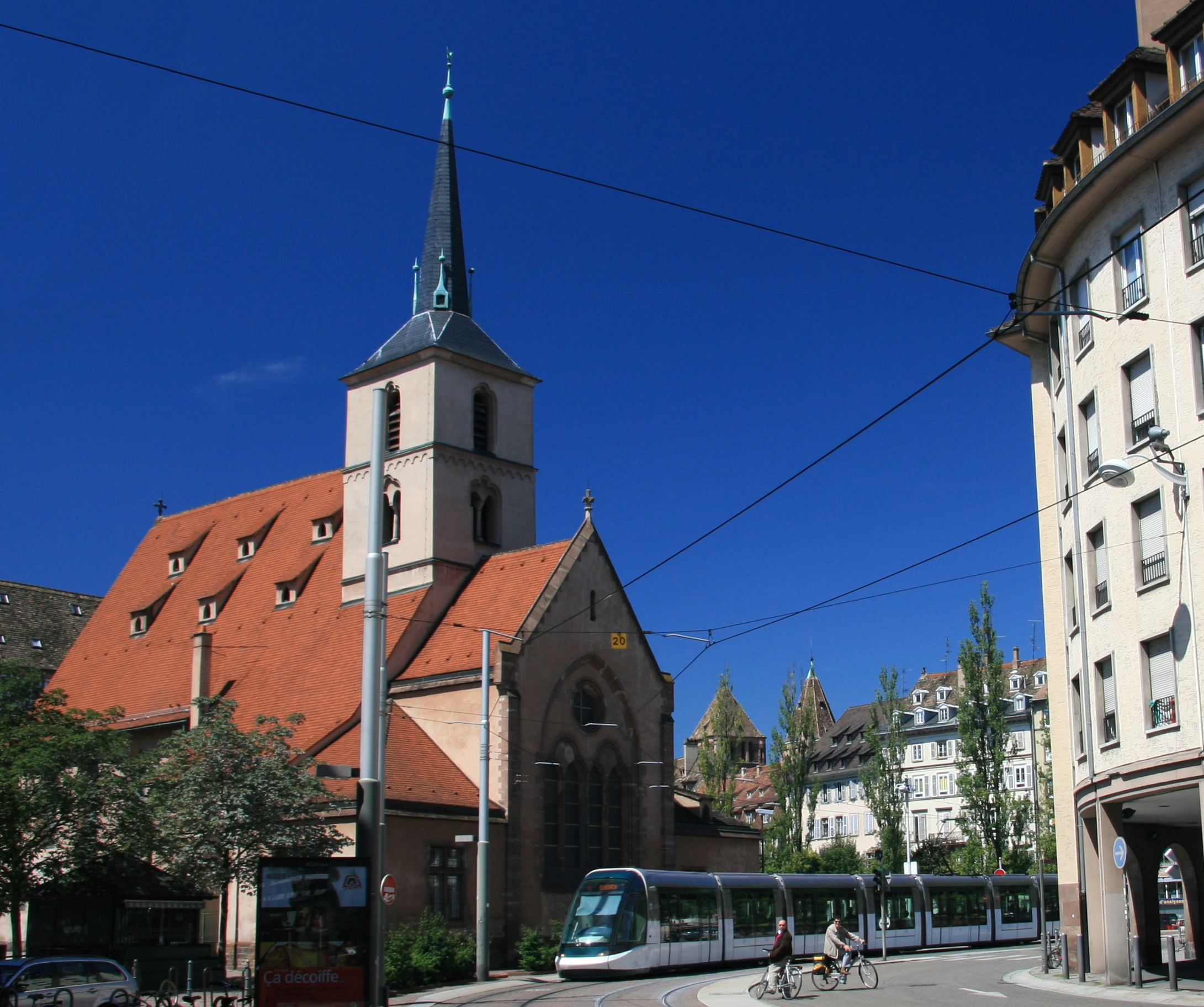
Straßenbahnzug vor der Kirche Saint-Nicolas

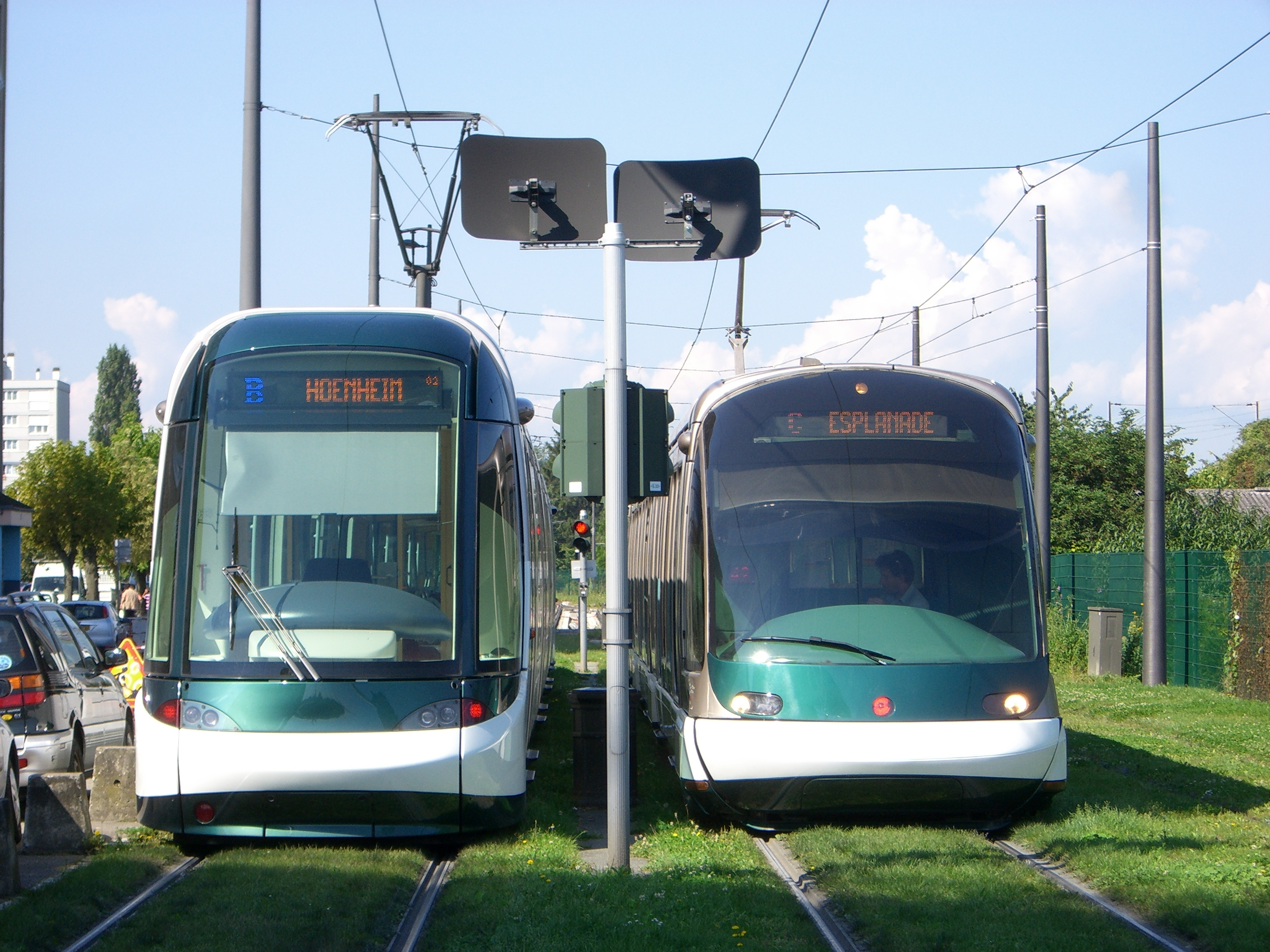
Links ein Citadis-, rechts ein Eurotram-Wagen

Das Straßenbahnprojekt sollte nicht nur die städtischen Verkehrsprobleme lösen, sondern wurde als Möglichkeit einer umfassenden Neugestaltung der Stadt gesehen. Ähnliche Ansätze waren bereits bei der 1987 eröffneten Straßenbahn in Grenoble verfolgt worden. Der Bau von Straßenbahnstrecken in der Altstadt Straßburgs war Anlass, den Durchgangsverkehr im Stadtzentrum zu unterbinden. Die Innenstadt wurde in vier Bereiche eingeteilt, die nun durch schleifenartig geführte Straßen erschlossen werden. Die zentrale Place Kléber, zuvor von 50 000 Fahrzeugen pro Tag frequentiert, konnte so zur Fußgängerzone umgebaut werden. Die Zahl der Parkplätze im Stadtzentrum wurde erheblich reduziert; als Ersatz entstanden große Park-and-ride-Plätze in den Außenbezirken. An der Haltestelle Baggersee stehen 530 Parkplätze zur Verfügung, in Elsau sind es 800 und in Hœnheim Gare 750 Plätze.
Der Busverkehr wurde aus der Innenstadt herausgenommen und stattdessen als Zubringerlinien auf das Straßenbahnnetz ausgerichtet: Wichtige Umsteigestationen sind „Baggersee“, „Montagne Verte“ an der Strecke nach Elsau sowie „Rotonde“ westlich des Hauptbahnhofs. Verkehrten vor 2000 noch neun Buslinien durch die Innenstadt, so hat sich diese Zahl nach Eröffnung der zweiten Stammstrecke auf zwei reduziert.
Besondere Bedeutung hatten Fragen der Gestaltung. Hierzu wurde ein Architekt berufen, der für die Integration der Straßenbahn unter Gesichtspunkten der Stadtgestaltung verantwortlich war. Dabei reduzierte man bei vielen Hauptstraßen die Anzahl der Fahrspuren für den Kfz-Verkehr, um Platz für die Straßenbahntrasse zu schaffen. So war im Universitätsviertel der Boulevard de la Victoire vor dem Bau der Straßenbahn eine vierspurige Straße, deren baumbestandener Mittelstreifen als Parkplatz diente. Mit dem Bau der Straßenbahn wurde der Mittelstreifen zu einem Fuß- und Radweg umgebaut. Die Straße wurde zugunsten der Straßenbahn auf zwei Fahrspuren reduziert, an den Haltestellen „Universités“ und „Observatoire“ wird linksseitig zum Fußweg ausgestiegen.
Derartige gestalterische Maßnahmen erfolgten nicht nur in der Innenstadt, sondern auch in den Außenbezirken. In Hautepierre, einem in den 1970er Jahren entstandenen Wohngebiet, verläuft die Straßenbahn entlang dem wabenförmigen Straßenverlauf. Die Breite der Straßenfahrbahn wurden zugunsten der Straßenbahn und der Fußgänger reduziert. Die Endhaltestelle „Hœnheim Gare“ und der angrenzende Park-and-ride-Platz, von der Architektin Zaha Hadid entworfen, wurde 2003 mit dem Mies van der Rohe Award for European Architecture ausgezeichnet. Über ein Drittel des Streckennetzes, insbesondere in den Vororten, ist als Rasengleis ausgeführt.
Die Haltestellen sind einheitlich mit runden Säulen gekennzeichnet, entworfen vom Designer Jean-Michel Wilmotte, die der Fahrgastinformation dienen. Entlang der Linien A und D sind diese zusätzlich mit Texten der literarisch-anarchischen Bewegung OuLiPo (Ouvroir de Littérature potentielle) versehen. Die Texte bestehen aus imaginären sprachlichen Deutungen der jeweiligen Stationsnamen, Klangvariationen auf dem Ausdruck Le tramway de Strasbourg und einem Geschichtszyklus, dessen jeweiligen Folgen immer nur die Buchstaben des betreffenden Haltestellennamens verwenden. Dazu gesellt sich ein Comic-Strip des Zeichners und Installationskünstlers Alain Séchas.
Die Bahnsteige sind etwa 45 Meter lang und mit Zugangsrampen ausgestattet. An den Linien A und D sind die Bahnsteige 245 Millimeter hoch und damit 60 Millimeter tiefer als der Wagenboden. Um einen barrierefreien Zugang zu ermöglichen, wurden die Stationen zwischenzeitlich mit Podesten in Höhe der Halteposition der ersten Wagentür versehen. Die später gebauten Bahnsteige erhielten durchgängig eine Höhe von 305 Millimetern. Die Haltestellenansage in den Fahrzeugen wird durch Klangcollagen eingeleitet, die je nach Station unterschiedlich sind. Diese wurden vom Konzeptmusiker und ehemaligen Philosophiestudenten Rodolphe Burger gestaltet.

### Fahrzeuge
Heutzutage setzt sich die Fahrzeugflotte aus 103 Niederflurgelenktriebwagen, darunter 40 Bombardier Eurotram, 41 Alstom Citadis 403 und 22 Alstom Citadis 403 NG, zusammen.
Für die Eröffnung der Straßenbahn 1994 wurde ein eigener, neuer Fahrzeugtyp entworfen. Zielvorgaben waren die vollständige Niederflurigkeit des Fahrzeugs sowie – entsprechend der hohen Bedeutung der Gestaltung – ein individuelles Design. In Zusammenarbeit zwischen der italienischen Firma Socimi und dem städtischen Verkehrsbetrieb CTS entstand die Eurotram. Auffällig ist die Frontpartie mit einer großen, gewölbten, einteiligen Scheibe. Entsprechend der Vorstellung eines „rollenden Gehwegs“ sind auch die Fenster im Fahrgastbereich außergewöhnlich groß. Die Eurotram ist modular aufgebaut. Zwischen den Kopfmodulen mit der Fahrerkabine befinden sich abwechselnd schwebende Wagenhauptteile und kurze Gelenkmodule mit Laufwerk. Die Einstiege liegen in den laufwerkslosen Wagenteilen.
Zur Eröffnung der Linie A wurden 1994 und 1995 insgesamt 26 achtachsige Eurotram-Gelenkwagen beschafft. Diese Wagen sind 33,1 Meter lang und können 210 Fahrgäste transportieren. Für die zweite Ausbaustufe des Netzes bestellte die CTS zwischen 1998 und 2000 weitere Fahrzeuge: Socimi lieferte weitere 10 acht- und 17 zehnachsige Gelenktriebwagen. Die auch als „Jumbotram“ bezeichneten Zehnachser sind 43,05 Meter lang und bieten Platz für 270 Fahrgäste. Im Betrieb bewährten sich die Fahrzeuge, Details stießen aber auf Kritik: So benötigen die breiten, einteiligen Türen lange Öffnungs- und Schließzeiten und verlängern damit die Haltezeiten. Die großzügige Verglasung lässt Sonneneinstrahlung die Fahrerkabine aufheizen.
Der Bau der Straßenbahnzüge war nach dem Konkurs von Socimi vom Konsortialpartner ABB übernommen worden; nach diversen Firmenübernahmen und Fusionen wurde die Eurotram von Bombardier Transportation angeboten. Aus Kostengründen – ein »Eurotram«-Wagen war rund ein Drittel teurer als vergleichbare Fahrzeuge – vergab die CTS am 15. Juli 2003 den Auftrag für die dritte Lieferung von Fahrzeugen an Alstom. Bestellt wurden 35 siebenteilige Straßenbahnwagen vom Typ Citadis 403, ferner vereinbarten die Vertragspartner eine Option über zusätzliche zwölf Wagen. Ab 2005 lieferte Alstom 41 zehnachsige Fahrzeuge mit einer Länge von 45,06 Meter und einer Kapazität von 288 Fahrgästen aus. Die Frontpartie der Citadis-Züge wurde jener der Eurotram nachempfunden. Eine Serie Citadis 403 NG mit geänderter Kopfform wurde 2016 bis 2018 geliefert. Die 22 Einheiten sind zusätzlich in Deutschland zugelassen. Eine Option für 17 weitere Einheiten wurde im März 2020 eingelöst, auch um die kürzere Version der Eurotram zu ersetzen, die dem Verkehrsaufkommen nicht mehr genügen und teilweise verschrottet werden.
Im März 2023 wurde ein Auftrag für eine weitere Fahrzeuggeneration ebenfalls an Alstom vergeben. Diese Fahrzeuge gehören zum Typ Citadis 405. Der erste der 39 Wagen traf im Juni 2025 in Straßburg ein.

### Betrieb
Montags bis samstags verkehren alle Linien von 4:30 bis 0:30 Uhr; an Sonn- und Feiertagen beginnt der Betrieb um 5:30 Uhr. Zwischen 6:30 und 20.00 Uhr wird im Fünf- bis Sechsminutentakt, zu den übrigen Zeiten im Viertelstundentakt gefahren. Auf den mit zwei Linien belegten Strecken der Innenstadt ergeben sich tagsüber Zugfolgen zwischen zwei und drei Minuten.
Die Linie A erreicht eine Reisegeschwindigkeit von 23 km/h, die Linie B von 20 km/h. Bei den vor 2007 vorwiegend in der Innenstadt verkehrenden Linien C und D betrug die Reisegeschwindigkeit 18 km/h. Die Haltestellenabstände liegen zwischen 600 Metern bei der Linie A und 480 Metern bei der Linie C. An Lichtsignalanlagen haben Straßenbahnen generell Vorrang.

### Betriebshöfe
Für die 1994 eröffnete Linie A wurde der Betriebshof Cronenbourg reaktiviert. Er war 1930 für den damaligen meterspurigen Straßenbahnbetrieb gebaut worden und diente ab 1960 als Busdepot. In Cronenbourg können 45 Straßenbahnzüge abgestellt werden, hier befindet sich auch die Zentralwerkstatt mit insgesamt zehn Gleisen. Der Betriebshof ist über eine längere Betriebsstrecke an die Haltestelle Rotonde am westlichen Ende des Bahnhofstunnels angebunden. Er ist für die Züge der Linien A und D zuständig.
Die Züge der Linien B und F werden in einem zweiten Betriebshof an der Haltestelle Elsau abgestellt. In Elsau ist eine Abstellhalle mit sechs Gleisen sowie eine Werkstatt mit drei Gleisen vorhanden. Ein dritter Betriebshof wurde an der 2007 eröffneten Strecke nach Neuhof an der Station Kibitzenau für die Linien C und E gebaut. Alle drei Betriebshöfe dienen auch dem Busbetrieb.

### Bilanz
Bis 2000 wurden für den Bau des Streckennetzes 477 Millionen Euro investiert. Für den dritten Ausbauabschnitt wurde im September 2002 mit Kosten von 304 Millionen Euro gerechnet. Pro Kilometer sind dies etwa 23,5 Millionen Euro, ein im Vergleich zu Deutschland hoher Wert, der sich aus der Bedeutung der Gestaltung erklärt. Der 2003 erteilte Auftrag über 35 Citadis-Gelenktriebwagen hatte ein Volumen von 98,3 Millionen Euro, die zuvor beschafften Eurotrams kosteten insgesamt 118 Millionen Euro. Wichtigstes Finanzierungsinstrument ist der Versement transport, eine Transportsteuer, die von allen Arbeitgebern mit mehr als neun Beschäftigten erhoben wird. Straßburg schöpft hierbei den zulässigen Höchstsatz von 1,75 % bezogen auf die Lohnsumme aus.
Im Jahr 1996 benutzten 17,9 Millionen Fahrgäste die Straßenbahn, im Jahr 1999 waren es 20,7 Millionen. Nach der Inbetriebnahme weiterer Linien waren 2001 39,9 Millionen und 2010 63,1 Millionen Fahrgäste zu verzeichnen. 2003 lag die tägliche Fahrgastzahl auf den Linien A und D bei 96 400, auf den Linien B und C bei 108 000. Diese Zahlen lagen deutlich über den Planungsannahmen von 75 000 beziehungsweise 80 000 Fahrgästen. Von 1990 bis 1995 sank die Zahl der Autofahrten in der Innenstadt um 17 %. Auf dem Weg zur Arbeit nutzen 65 % der im Stadtzentrum Beschäftigten die Straßenbahn. 92 % der Bevölkerung zeigten sich in Umfragen mit der Straßenbahn zufrieden.
Die Wiedereinführung der Straßburger Straßenbahn gilt als Erfolg, der zum Neubau von Straßenbahnen in weiteren französischen Städten wie Lyon, Orléans und Montpellier führte: In Straßburg wurde wie „schon zuvor in Grenoble […] die Straßenbahn als Teil eines Gesamtprojektes zur Revitalisierung der Innenstadt und zur Stadtverschönerung gesehen. Nirgends zuvor wurden allerdings diese Planungsmaximen, die Straßenbahn als Gesamtkunstwerk, so konsequent umgesetzt wie hier. Der Erfolg, sowohl in verkehrlicher als auch in ökonomischer und stadtgestalterischer Hinsicht, gab dem Planungsleitfaden recht.“

### Weiterer Ausbau
- Die jetzige Konzeption für die Linie F entstand 2004; zuvor war der Bau einer Tram-Train genannten, umsteigefreien Verknüpfung von Eisenbahn- und Straßenbahnverkehr am Hauptbahnhof geplant gewesen.[58] Hierzu sollte der noch vorhandene Tunnel der alten Poststraßenbahn genutzt werden und so eine durchgehende Verbindung vom Straßenbahnnetz zur Eisenbahnstrecke nach Molsheim gebaut werden. Von Molsheim sollten die Züge weiter nach Gresswiller oder über Obernai nach Barr verkehren. 2004 wurde entschieden, zunächst keine umsteigefreie Verbindung zu bauen. Die Bahnstrecke nach Molsheim wurde bis zum 14. Dezember 2008 für den Nahverkehr durch die Einrichtung zusätzlicher Haltepunkte ausgebaut, insbesondere verschob man den Bahnhof von Entzheim so, dass der dortige Straßburger Flughafen besser an das Eisenbahnnetz angebunden wird.[59] Eine dem Konzept des Tram-Train entsprechende umsteigefreie Verbindung soll erst in einer späteren, zweiten Phase geschaffen werden.

- Am 30. April 2009 sagte der französische Umweltminister Jean-Louis Borloo zu, eine Verlängerung der Linie A von Hautepierre in den Stadtteil Koenigshoffen und die Gemeinde Oberhausbergen mitzufinanzieren. Die 4,8 Kilometer lange Strecke soll zugleich den Veranstaltungsort „Zénith“ an das Straßenbahnnetz anschließen;[60] ein erster Bauabschnitt wurde am 30. November 2013 eröffnet. Am 23. April 2016 wurde die Linie A im Süden um 1,8 Kilometer bis in das Zentrum von Illkirch-Graffenstaden verlängert.[61] Gleichzeitig wurde auch die Linie E bis „Campus d‘Illkirch“ verlängert.

- Die Linie E wurde im Norden um drei Haltestellen bis in das Zentrum des Stadtteils Robertsau verlängert. Diese Verlängerung wurde am 17. Juni 2019 in Betrieb genommen. Die Baukosten betrugen 19,4 Millionen Euro.

Im Jahr 2016 wurde der Ausbau des Straßenbahnnetzes als „im Wesentlichen abgeschlossen“ bezeichnet. Es sollen nur noch kleinere Verlängerungen hinzukommen.
Im Januar 2017 begannen die Arbeiten bei der Haltestelle „Faubourg National“ für die neue Linie nach Koenigshoffen, welche am 31. August 2020 eröffnet wurde. An der 1762 Meter langen Linie liegen die drei Haltestellen „Porte Blanche“, „Parc des Romains“ und „Comtes“. Es sind zwei eingleisige Abschnitte vorhanden. Eine Verlängerung bis „Poteries“ ist in einer weiteren Phase geplant. Bedient wird sie durch die Linie F. Die ersten Probefahrten begannen am 8. Juni 2020. Elsau verlor damit seine zweite Linie. Nunmehr wird die neue Strecke von der neuen Linie F befahren.

### Testweiser Pakettransport
Im September und Oktober 2024 wurde die Nutzung der Straßenbahn zur Paketzustellung getestet. Dazu wurde bei einzelnen Fahrten des normalen Linienverkehrs der Bereich direkt hinter dem Führerstand für Fahrgäste gesperrt. Nach dem Entladen aus dem Straßenbahnfahrzeug erfolgt der Weitertransport per Lastenfahrrad. Der Test fand außerhalb der Hauptverkehrszeiten zwischen den Haltestellen Hœnheim Gare und Broglie statt.

### Unfälle
Am 11. Januar 2025 stießen zwei Straßenbahnzüge in der unterirdischen Haltestelle am Hauptbahnhof zusammen. Dabei wurden 68 Personen verletzt und es entstand ein hoher Sachschaden.

## Galerie

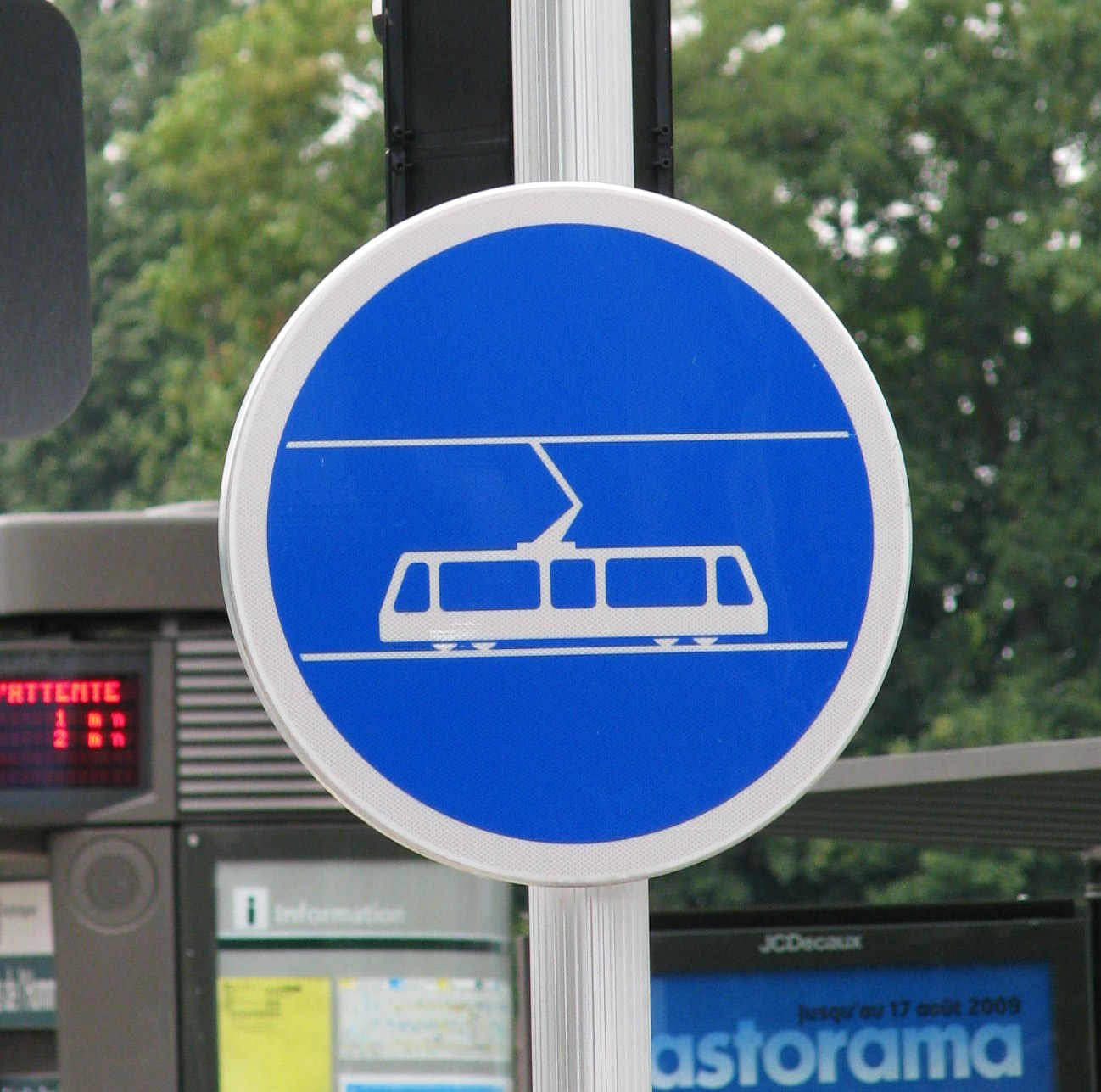
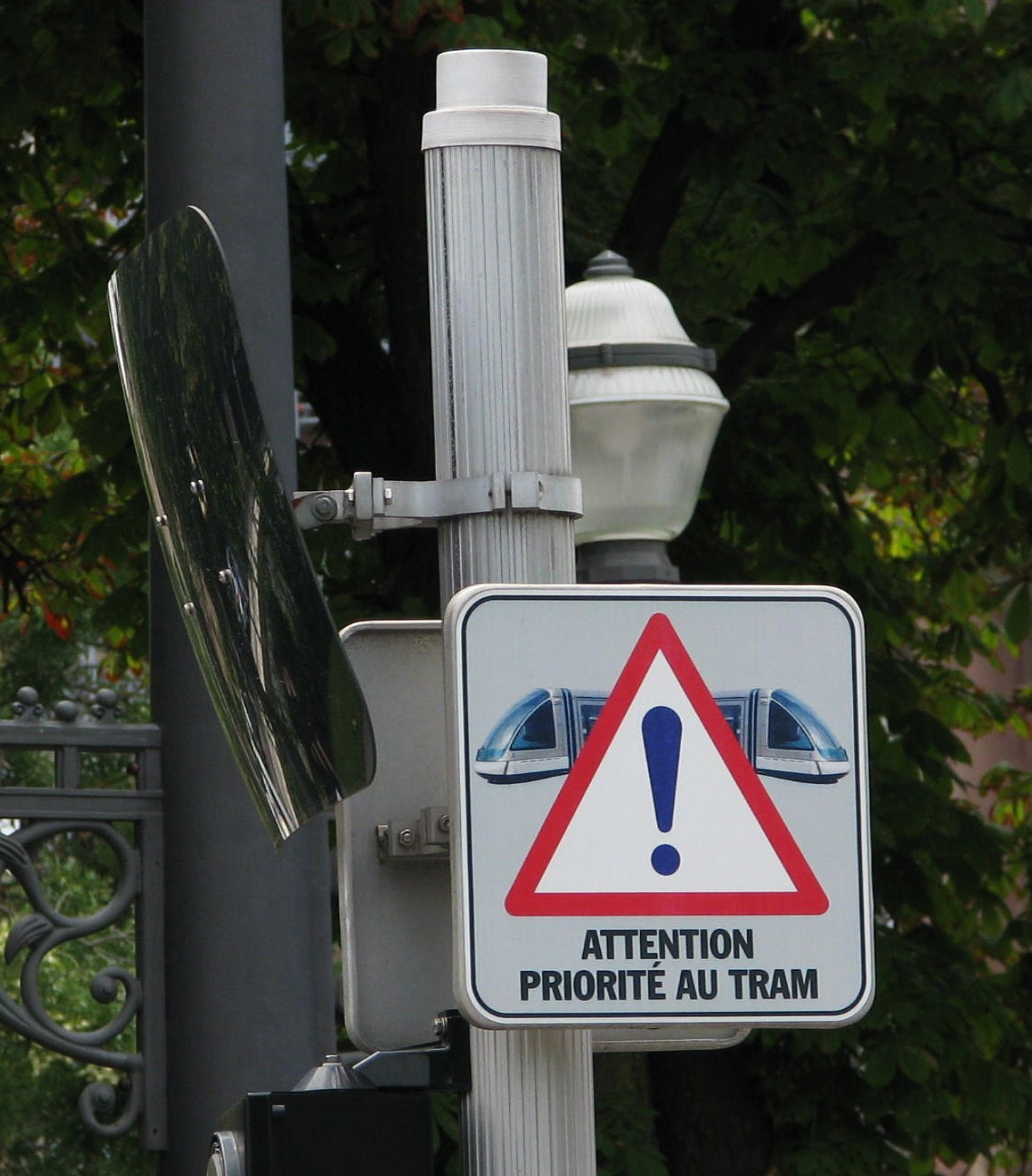
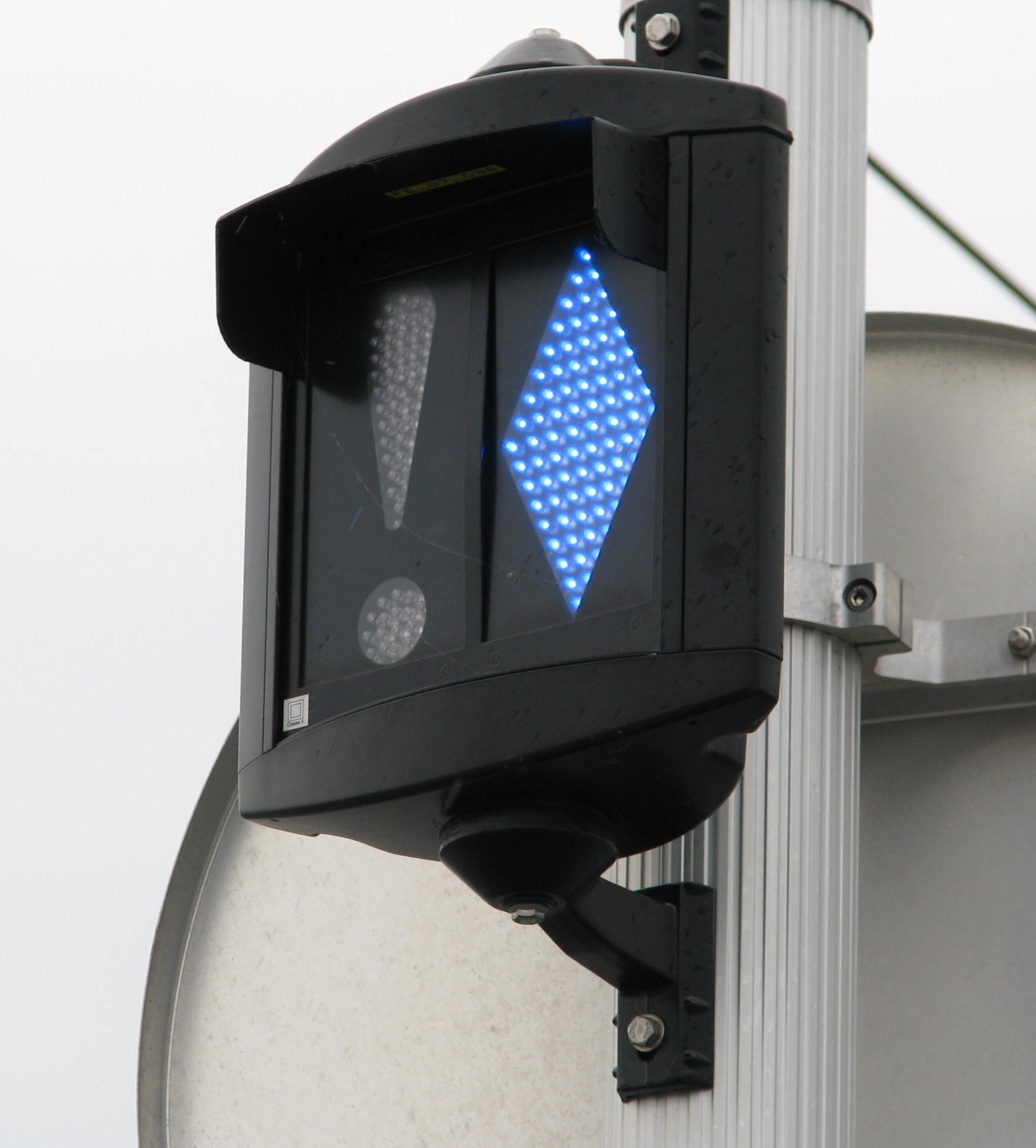
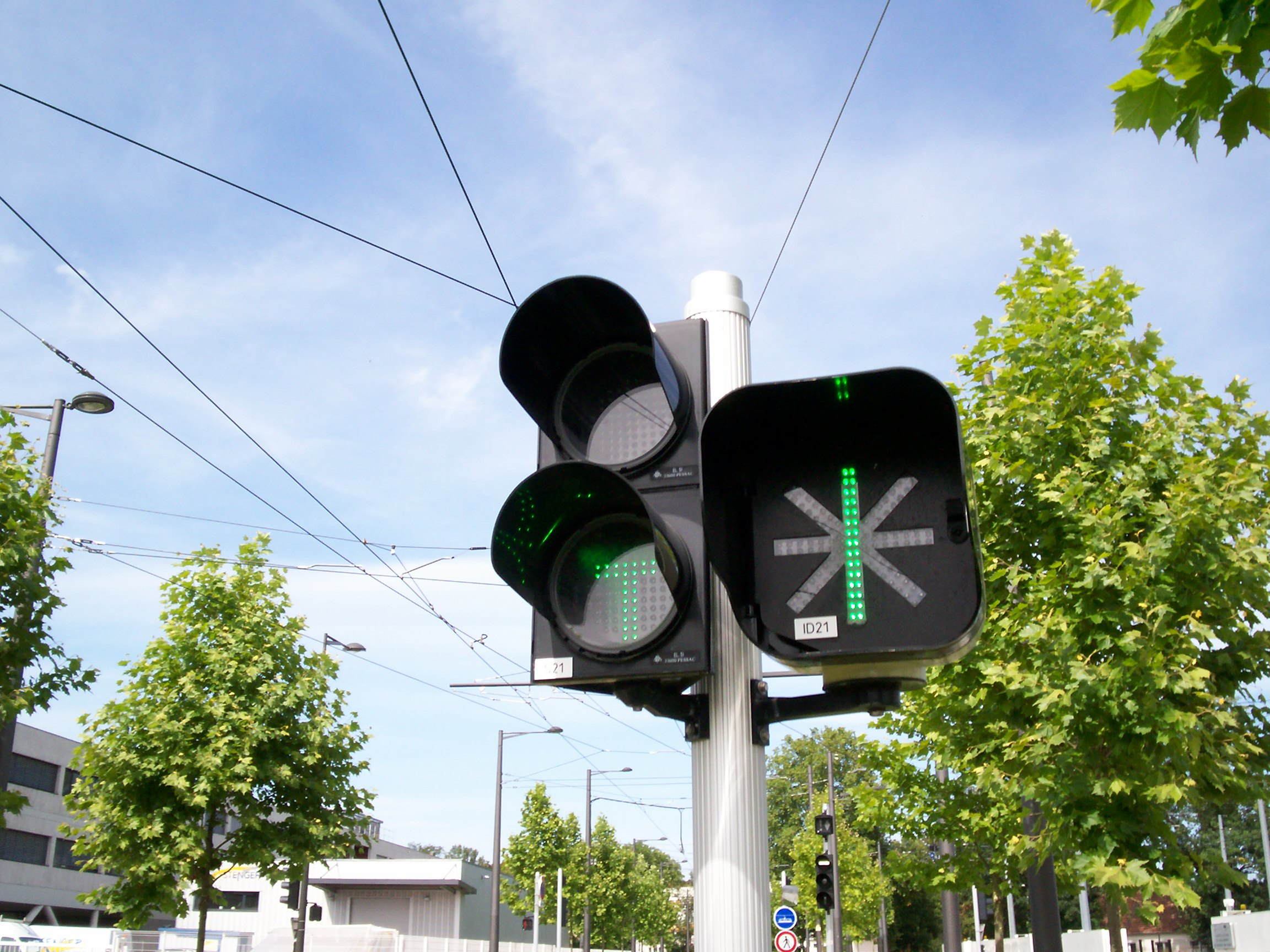
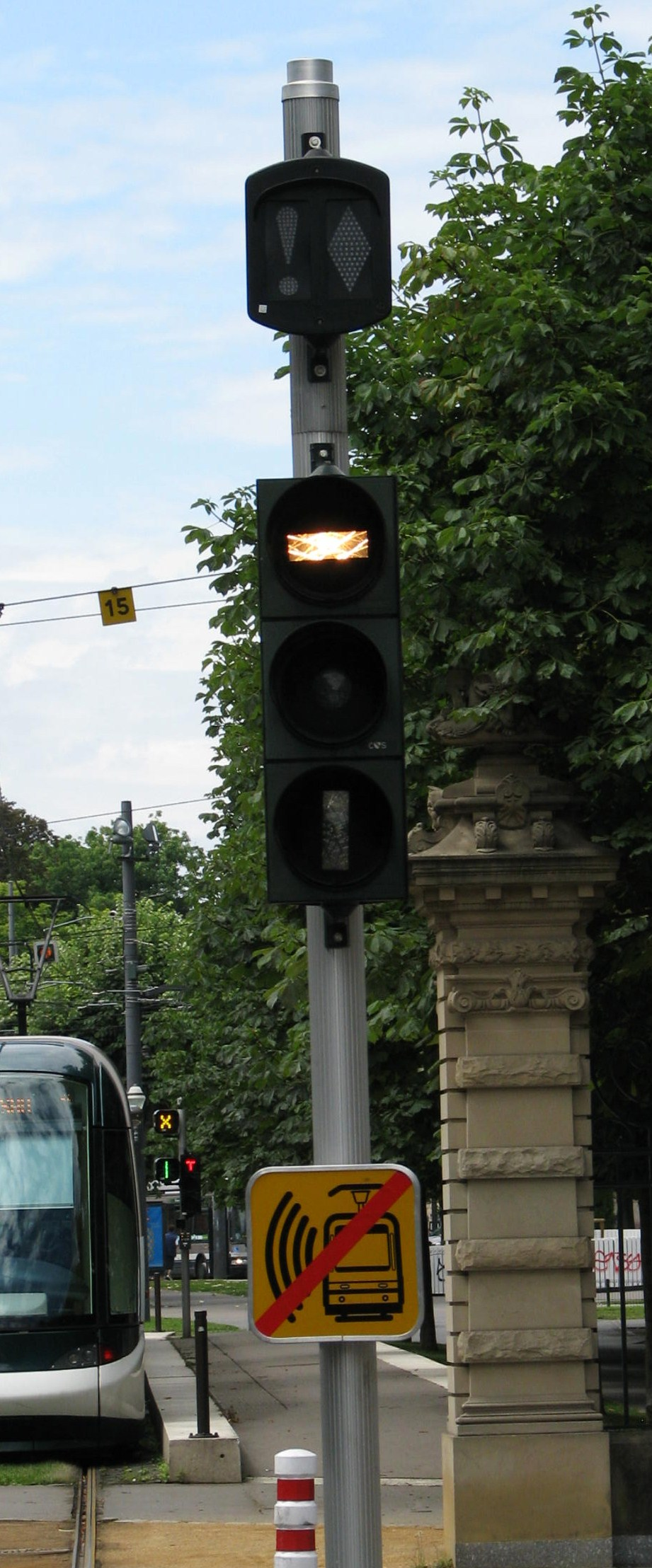
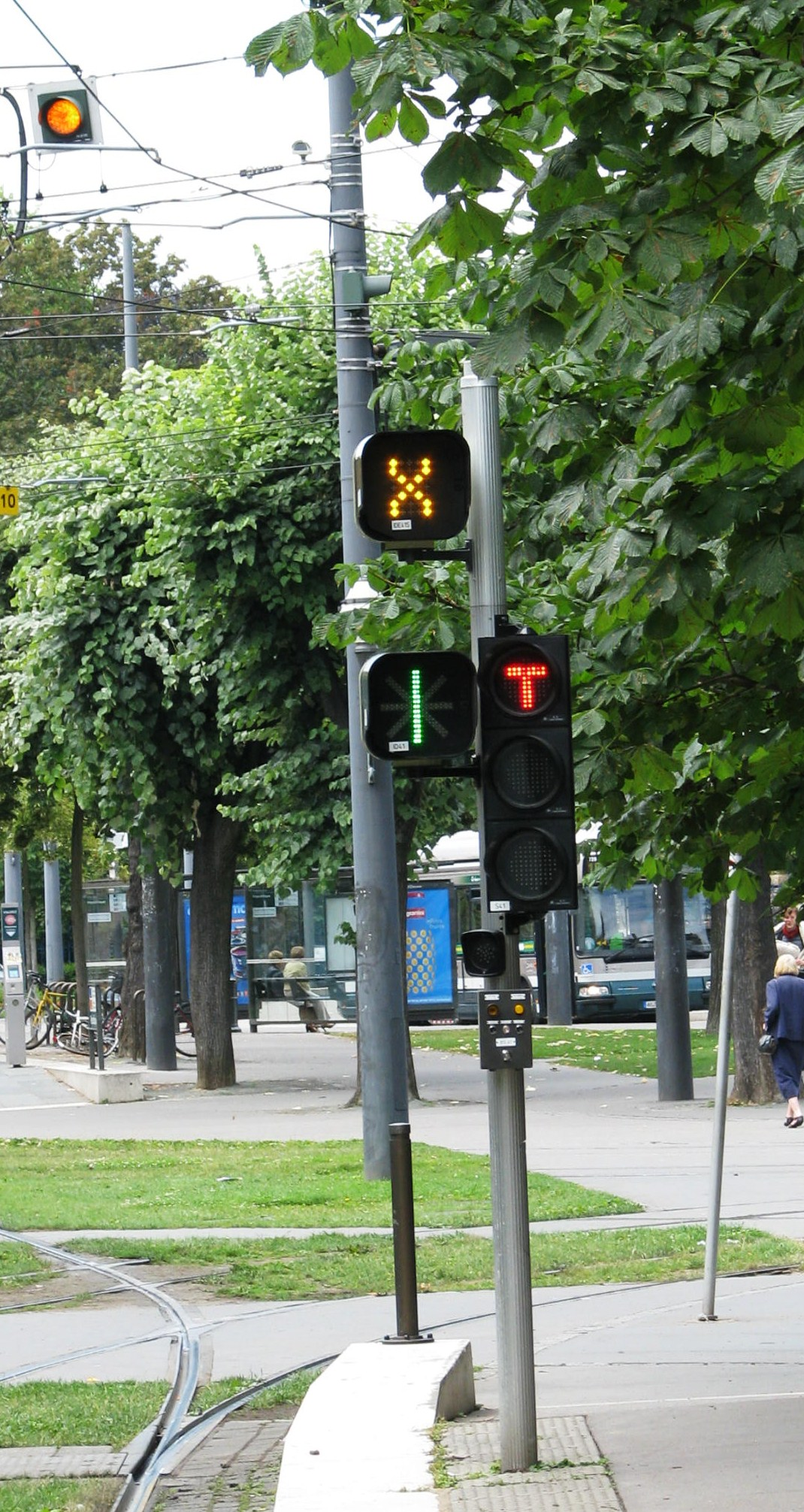
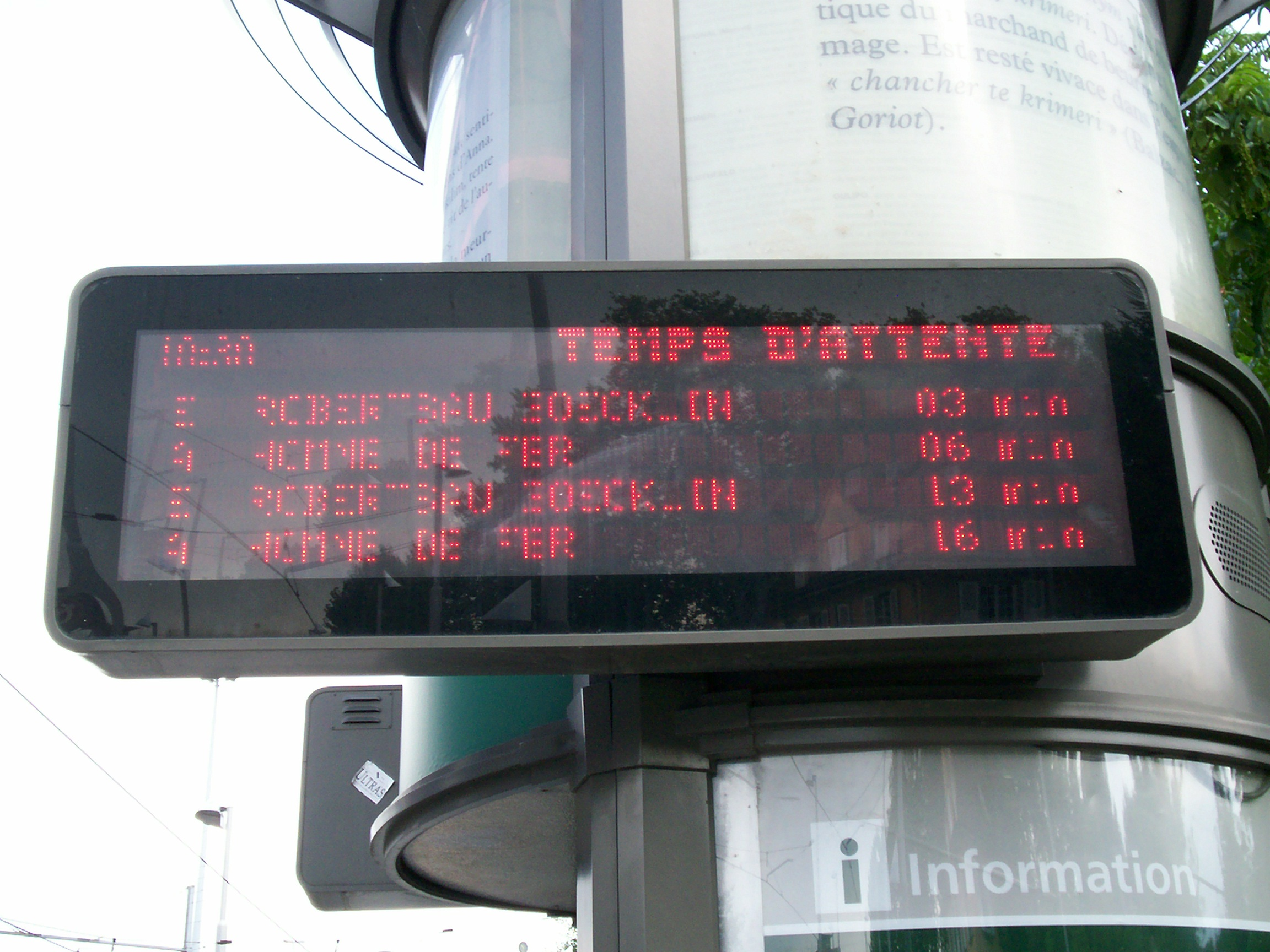
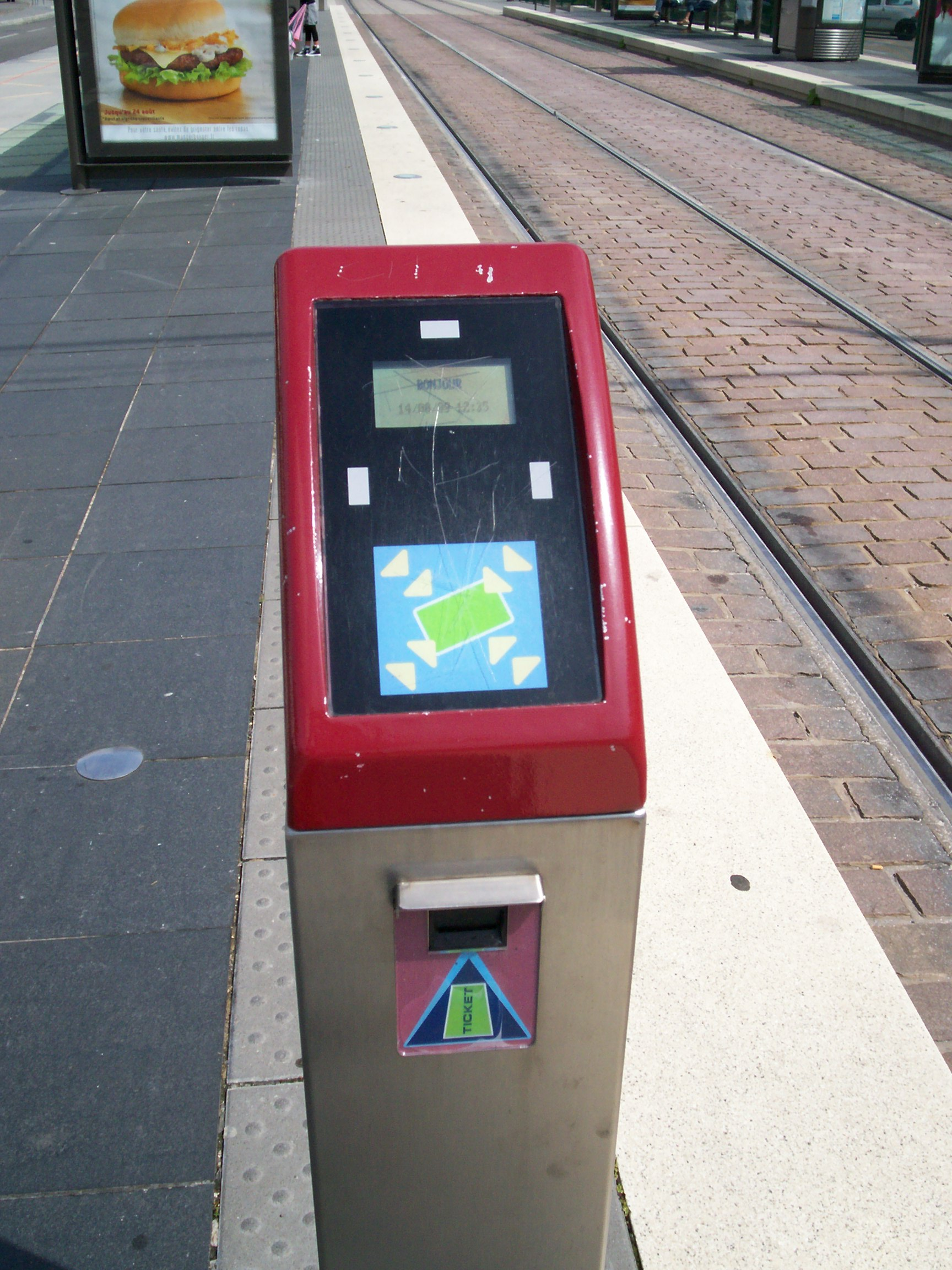
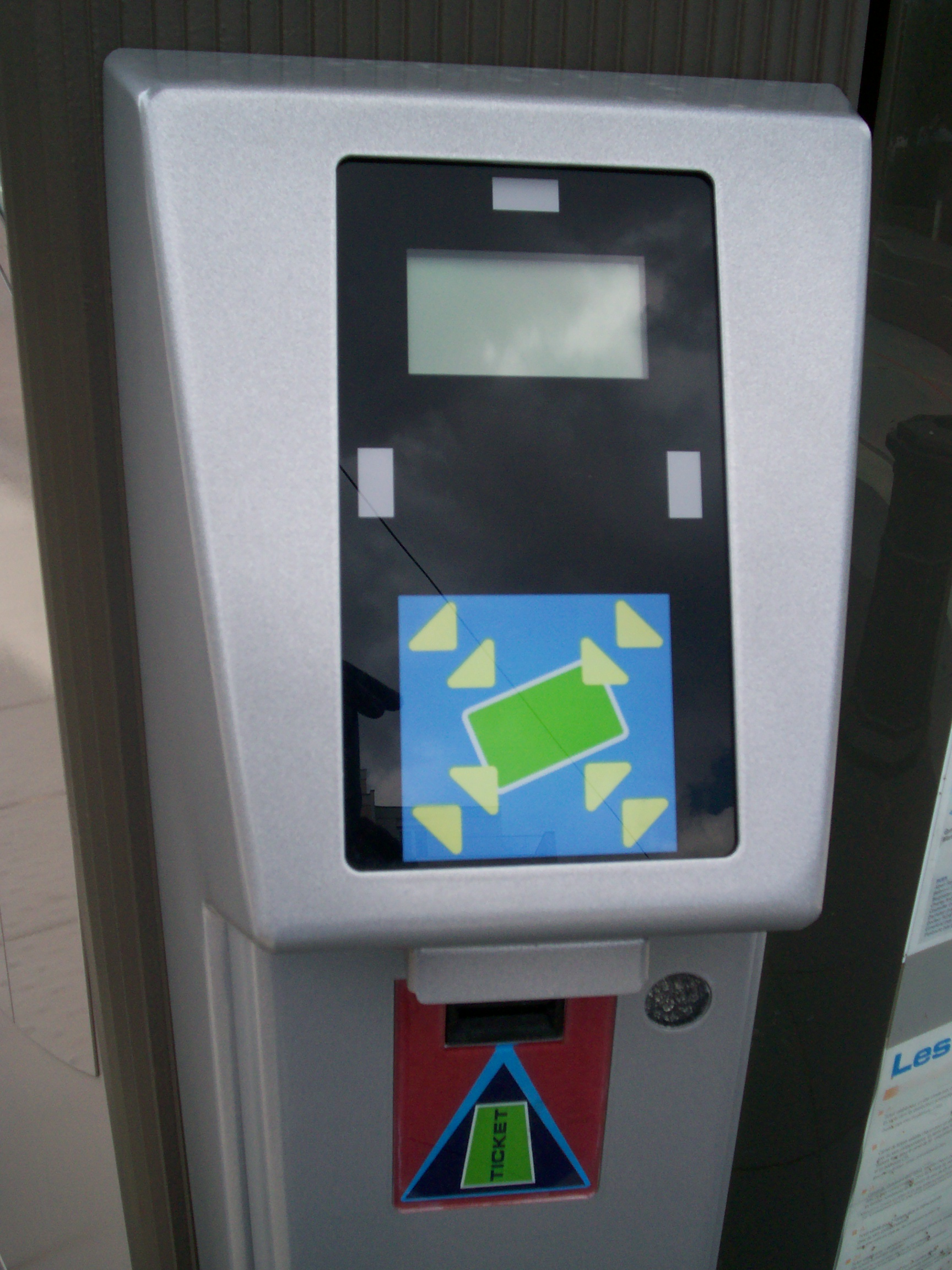